# Renault Laguna
El Renault Laguna es un automóvil del segmento D comercializado por el fabricante francés Renault desde el año 1994 hasta 2015. El Laguna es el sucesor del Renault 21 y abarca tres generaciones.
Era un vehículo que evoluciona el concepto del 5 puertas con relación a su antecesor usando un diseño de líneas redondeadas entraba en una nueva etapa y tenía cierta similitud con el Safrane.

## Primera generación (1994-2001)
La primera generación fue puesta a la venta en febrero de 1994 únicamente con carrocería liftback, que fue acompañada por una familiar (denominada "Laguna Nevada" en Francia) desde mediados de 1994. Sustituto del Renault 21, tenía importante tarea de suceder al exitoso sedán de Renault. Basaba para ello parte de su diseño en el Renault Safrane, del que hereda esquemas de suspensiones, etc. La versión familiar surgió del Renault Laguna Evado Concept que Renault presentó unos meses antes de sacar el de producción. El modelo fue reestilizado (fase 2) en la primavera de 1998.
A lo largo de su vida comercial equipó diversos motores, tanto gasolina como diésel. La fase 1, aparecida en 1994, montaba motores gasolina que abarcaban desde los 1.8 8v de 95 cv hasta los 3.0 v6 12v PRV de 170 cv (este motor desde mediados de 1997 se empezó a fabricar con 24 válvulas en lugar de 12 válvulas otorgando 194 cv y fue montado en el fase 1 hasta la aparición del Laguna fase 2) y en diésel dos versiones de 2.2 litros, una atmosférica y otra sobrealimentada mediante turbo, de 85 y 115 cv respectivamente. Los fase 2 estrenaron una nueva e importante evolución de motores de cuatro cilindros, con la adopción de modernizadas culatas multiválvula y la inyección directa en los motores turbodiesel como principales novedades. Lo gasolina tenían cilindradas de 1.6, 1.8, 2.0 y 3.0, alcanzando los 194 cv de potencia, mientras que la oferta diésel se renovaría con la incorporación de los 1.9 dTi de 100 cv en 1998 con el restyling sustituyendo al 2.2D, y el 1.9 dCi de 110 cv a lo largo de 1999, sustituyendo al 2.2dT. Si bien, motores gasolina del fase I aun convivirían unos meses con la gama fase II. Esta nueva gama de motores mejoraba notablemente por prestaciones, agrado de uso y consumos a los motores sustituidos. Las cajas de cambios eran manuales de 5 velocidades en todos los casos, habiendo además de manera opcional cajas automáticas de 4 velocidades en los gasolina 3.0 v6 y 2.0 8v, además de la posibilidad de montar la caja de cambios Proactiva de Renault en el 1.9 dTi. Los motores eran todos de 4 cilindros en línea, a excepción de los motores 3.0, que tenía una disposición de 6 cilindros en V, y siempre colocados transversalmente.
En lo referente a seguridad, pudieron equipar elementos tales como ABS, 5 cinturones de 3 puntos de anclaje y con pretensores pirotécnicos los delanteros, 2 airbag (frontal de conductor + frontal de acompañante). 
El modelo retocado, elevó los airbag disponibles a 4,añadiendo airbag laterales de cabeza+tórax. No mucho después, apareció una mejora, que consistió en modificar los airbag laterales, consistió en la utilización de unos airbag laterales sólo de tórax, y la adición de airbag específicos de cabeza, de tipo cortina desplegables desde el techo. 
La primera serie obtuvo el resultado de 3 estrellas Euro NCAP en las pruebas de choque realizadas.
Hubo amplia variedad de niveles de equipamiento: RN, RT, CORMORAN, ALBATROS, ANADE, RTI, RXE, BACCARA e INITIALE PARIS, de menos a más por este orden en los fase I (1994-1998). En los fase 2 los acabados disponibles fueron RT, RXE e INITIALE. Estas son versiones para el mercado español, otros mercados fueron dotados también con otras versiones como Renault Laguna ALIZÉ, AÏDA, DEDICACE, LANCEL, RTE, RXT, FAIRWAY, etc (referentes a series limitadas o equipamiento). Entre el equipo habitual figuraban el aire acondicionado o climatizador automático, faros antiniebla, airbags y ABS, radiocasette o radio CD, elevalunas eléctricos delanteros, llantas de 14" a 16", etc, en función de la fase, equipamiento y motor escogidos. Las últimas versiones podían llevar en opción además un navegador GPS, opción muy poco habitual en aquel momento reservada únicamente a modelos de alta gama. Entre otros equipamiento pudo montar también control de velocidad de crucero en los motores V6, así como ordenador de a bordo con sintetizador de voz en versiones RXE e Initiale.
Existió, además, una versión especial desarrollada por el preparador alemán Hartge y presentada en 1995: el Laguna Biturbo Hartge. Equipaba el motor del Renault Safrane Biturbo, el V6 PRV de 12 válvulas y 2963cc sobrealimentado mediante 2 turbos en paralelo, que ofrecía 280cv a 5500rpm y un par motor de, aproximadamente, 400Nm a 3000rpm. Está equipado con una caja de cambios manual de 5 velocidades y era capaz de alcanzar 254km/h (datos oficiales), alcanzando los 100 km/h desde parado en 7 segundos. Su precio, en Francia, era de 250.000F (38.200€ de aquel entonces), por lo que se vendieron muy pocas unidades, no hay cifras oficiales, pero se estima en 7 unidades.
Gama de motorizaciones en España:

### Motorizaciones Fase I (1994-1998)

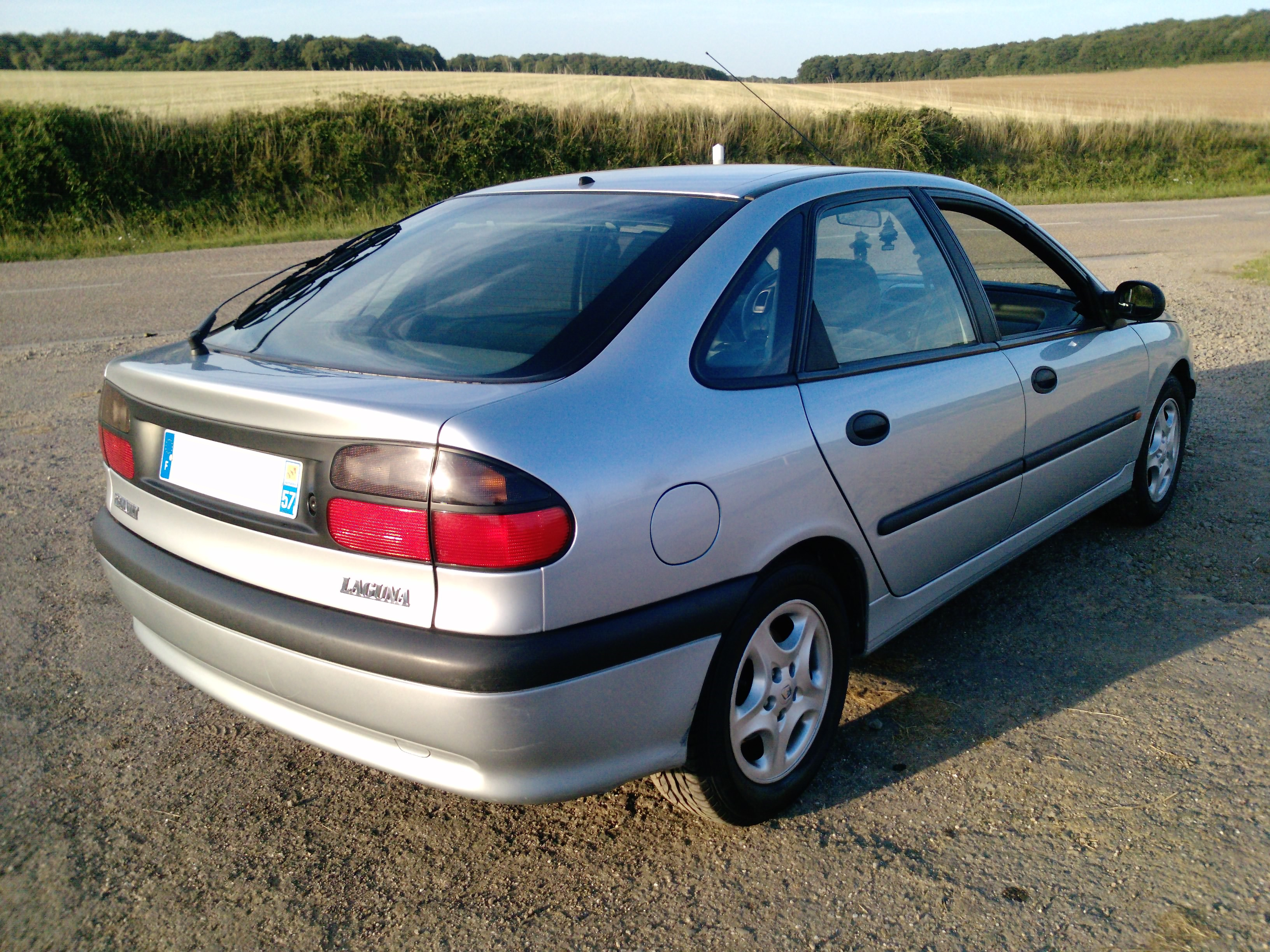
Trasera Fase I
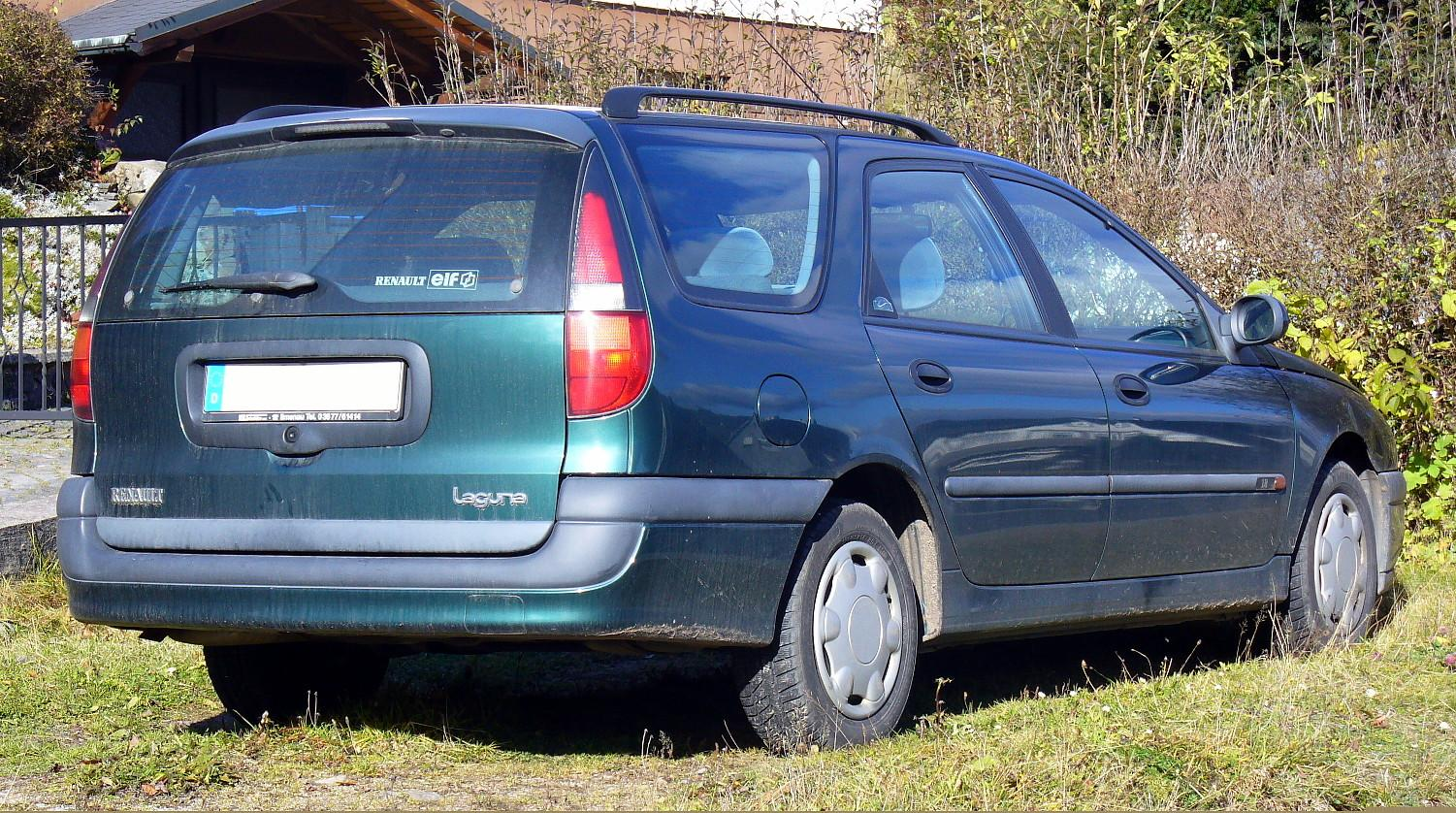
Renault Laguna Grandtour (1995–1998)
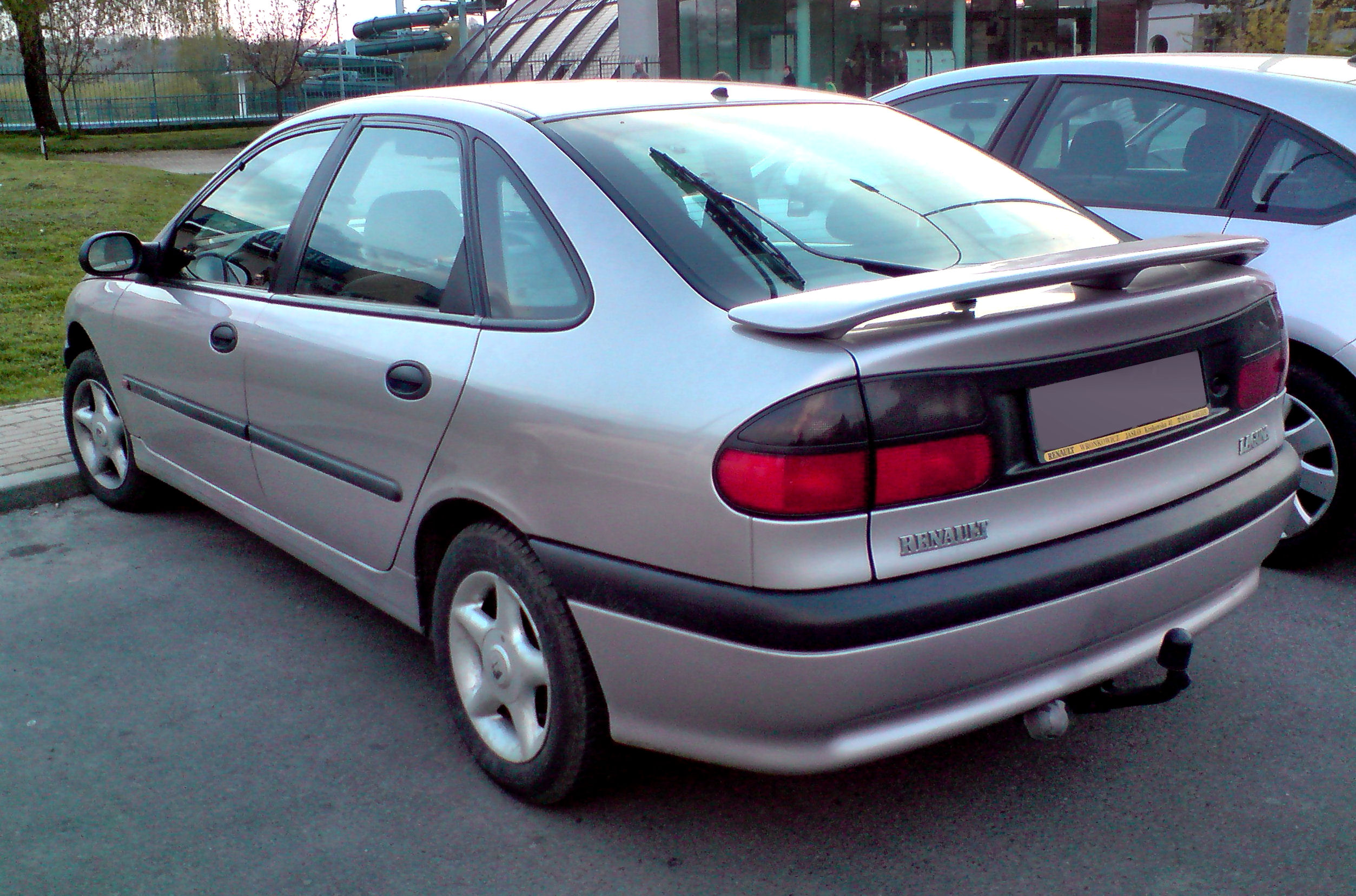
Renault Laguna
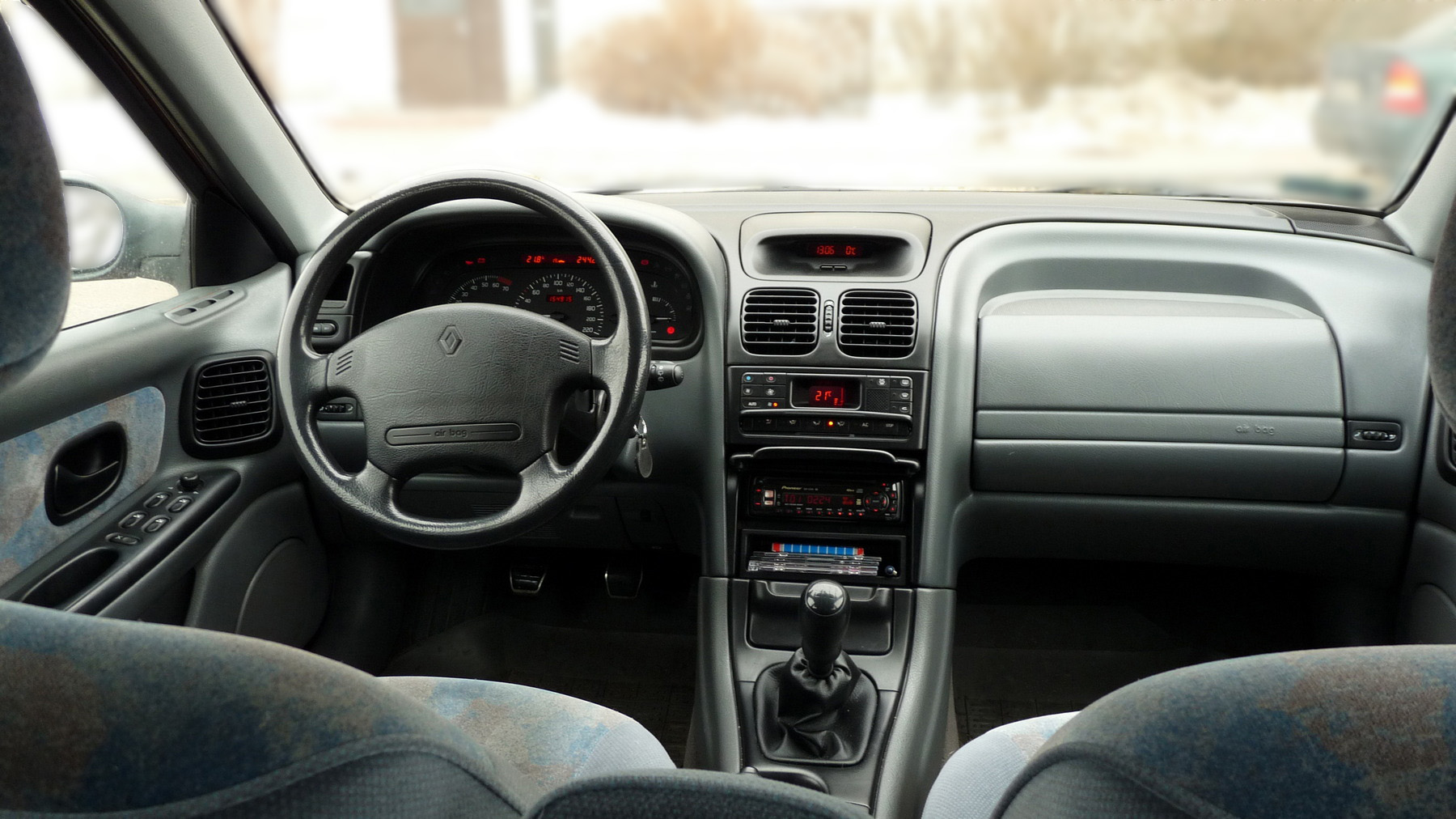
Interior del laguna

| Periodo                        | 1994-1995                  | 1995-1998             | 1994-1995                                         | 1995-1998                                         | 1995-1996              | 1996-1998              | 1994-1997                                         | 1997-1998              |           |           |           |           |           |           |           |
| Tipo de motor                  | L4 8v, inyección monopunto | L4 8v                 | L4 8v                                             | L4 8v                                             | L4 16v                 | L4 16v                 | V6 12v                                            | V6 24v                 |           |           |           |           |           |           |           |
| Identificación del motor       | F3P                        | F3P                   | F3R                                               | F3R                                               | N7Q                    | N7Q                    | Z7X                                               | L7X                    |           |           |           |           |           |           |           |
| Diámetro x carrera             | 82.7 mm x 83.5 mm          | 82.7 mm x 83.0 mm     | 82.7 mm x 93.0 mm                                 | 82.7 mm x 93.0 mm                                 | 83.0 mm x 90.0 mm      | 83.0 mm x 90.0 mm      | 93.0 mm x 72.7 mm                                 | 87.0 mm x 82.6 mm      |           |           |           |           |           |           |           |
| Cilindrada                     | 1794 cm³                   | 1783 cm³              | 1998 cm³                                          | 1998 cm³                                          | 1948 cm³               | 1948 cm³               | 2963 cm³                                          | 2946 cm³               |           |           |           |           |           |           |           |
| Relación de compresión         | 9.7: 1                     | 9.7: 1                | 9.5: 1                                            | 9.8: 1                                            | 10.5: 1                | 10.5: 1                | 9.6: 1                                            | 10.5: 1                |           |           |           |           |           |           |           |
| Potencia máxima: CV (kW) @ rpm | 95 CV (70 kW) @ 5750       | 94 CV (69 kW) @ 5250  | 113 CV (83 kW) @ 5250                             | 115 CV (84 kW) @ 5400                             | 140 CV (103 kW) @ 6200 | 140 CV (102 kW) @ 6000 | 170 CV (125 kW) @ 5500                            | 194 CV (144 kW) @ 5500 |           |           |           |           |           |           |           |
| Par máximo: Nm @ rpm           | 144 Nm @ 2750              | 148 Nm @ 3000         | 168 Nm @ 3500                                     | 168 Nm @ 4250                                     | 176 Nm @ 3500          | 182 Nm @ 4500          | 235 Nm @ 4500                                     | 267 Nm @ 4000          |           |           |           |           |           |           |           |
| Tracción                       | Delantera                  | Delantera             | Delantera                                         | Delantera                                         | Delantera              | Delantera              | Delantera                                         | Delantera              | Delantera | Delantera | Delantera | Delantera | Delantera | Delantera | Delantera |
| Transmisión                    | Manual, 5 velocidades      | Manual, 5 velocidades | Manual, 5 velocidades / Automática, 4 velocidades | Manual, 5 velocidades / Automática, 4 velocidades | Manual, 5 velocidades  | Manual, 5 velocidades  | Manual, 5 velocidades / Automática, 4 velocidades | Manual, 5 velocidades  |           |           |           |           |           |           |           |
| Aceleración 0–100 km/h         | 13.9 s                     | 13.5 s                | 10.6 s                                            | 10.6 s                                            | 9.8 s                  | 9.8 s                  | 8.6 s                                             | 8.0 s                  |           |           |           |           |           |           |           |
| Velocidad máxima               | 180 km/h                   | 180 km/h              | 200 km/h                                          | 200 km/h                                          | 205 km/h               | 205 km/h               | 220 km/h                                          | 235km/h                |           |           |           |           |           |           |           |
| Consumo combinado (L/100 km)   | 7.4                        | 7.7                   | 8.0                                               | 7.9                                               | 8.4                    | 8.4                    | 9.9                                               | 11.2                   |           |           |           |           |           |           |           |

| Periodo                        | 1994-1998             | 1996-1998             |           |           |           |           |           |           |
| Tipo de motor                  | L4 12v                | L4 12v, turbo         |           |           |           |           |           |           |
| Identificación del motor       | G8T                   | G8T                   |           |           |           |           |           |           |
| Diámetro x carrera             | 87.0 mm x 92.0 mm     | 87.0 mm x 92.0 mm     |           |           |           |           |           |           |
| Cilindrada                     | 2188 cm³              | 2188 cm³              |           |           |           |           |           |           |
| Relación de compresión         | 23.0: 1               | 22.0: 1               |           |           |           |           |           |           |
| Potencia máxima: CV (kW) @ rpm | 85 CV (61 kW) @ 4500  | 115 CV (83 kW) @ 4300 |           |           |           |           |           |           |
| Par máximo: Nm @ rpm           | 142 Nm @ 2250         | 234 Nm @ 2000         |           |           |           |           |           |           |
| Tracción                       | Delantera             | Delantera             | Delantera | Delantera | Delantera | Delantera | Delantera | Delantera |
| Transmisión                    | Manual, 5 velocidades | Manual, 5 velocidades |           |           |           |           |           |           |
| Aceleración 0–100 km/h         | 15.3 s                | 11.8 s                |           |           |           |           |           |           |
| Velocidad máxima               | 175 km/h              | 195 km/h              |           |           |           |           |           |           |
| Consumo combinado (L/100 km)   | 6.7                   | 7.1                   |           |           |           |           |           |           |

### Motorizaciones Fase II (1998-2001)

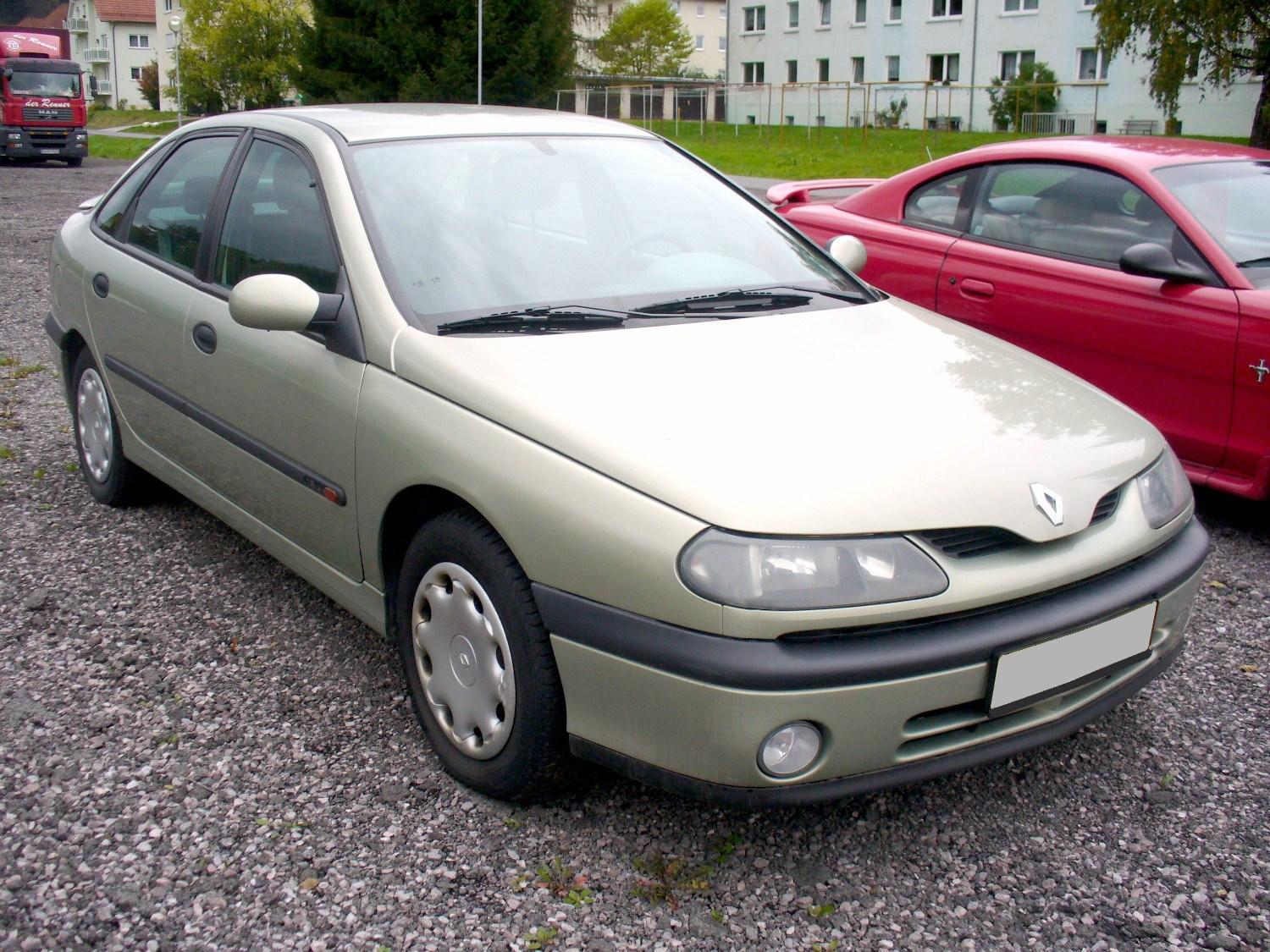
Renault Laguna (1998–2001)
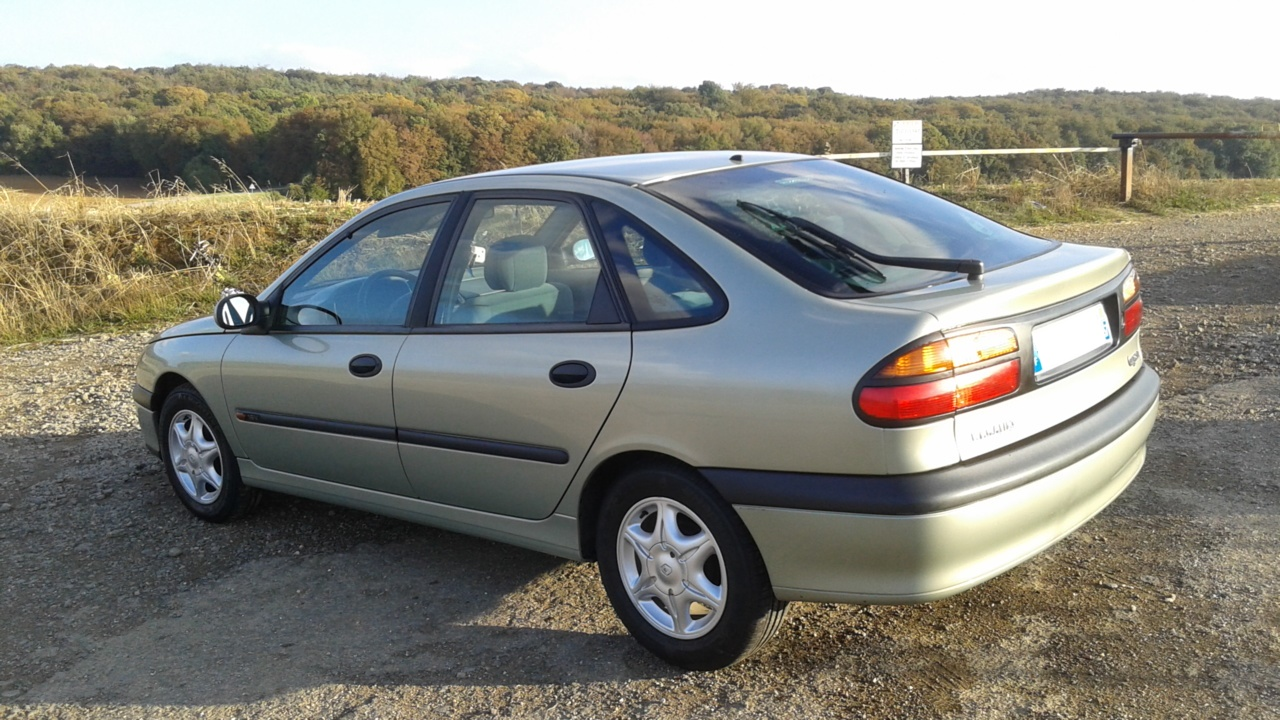
Trasera Fase II
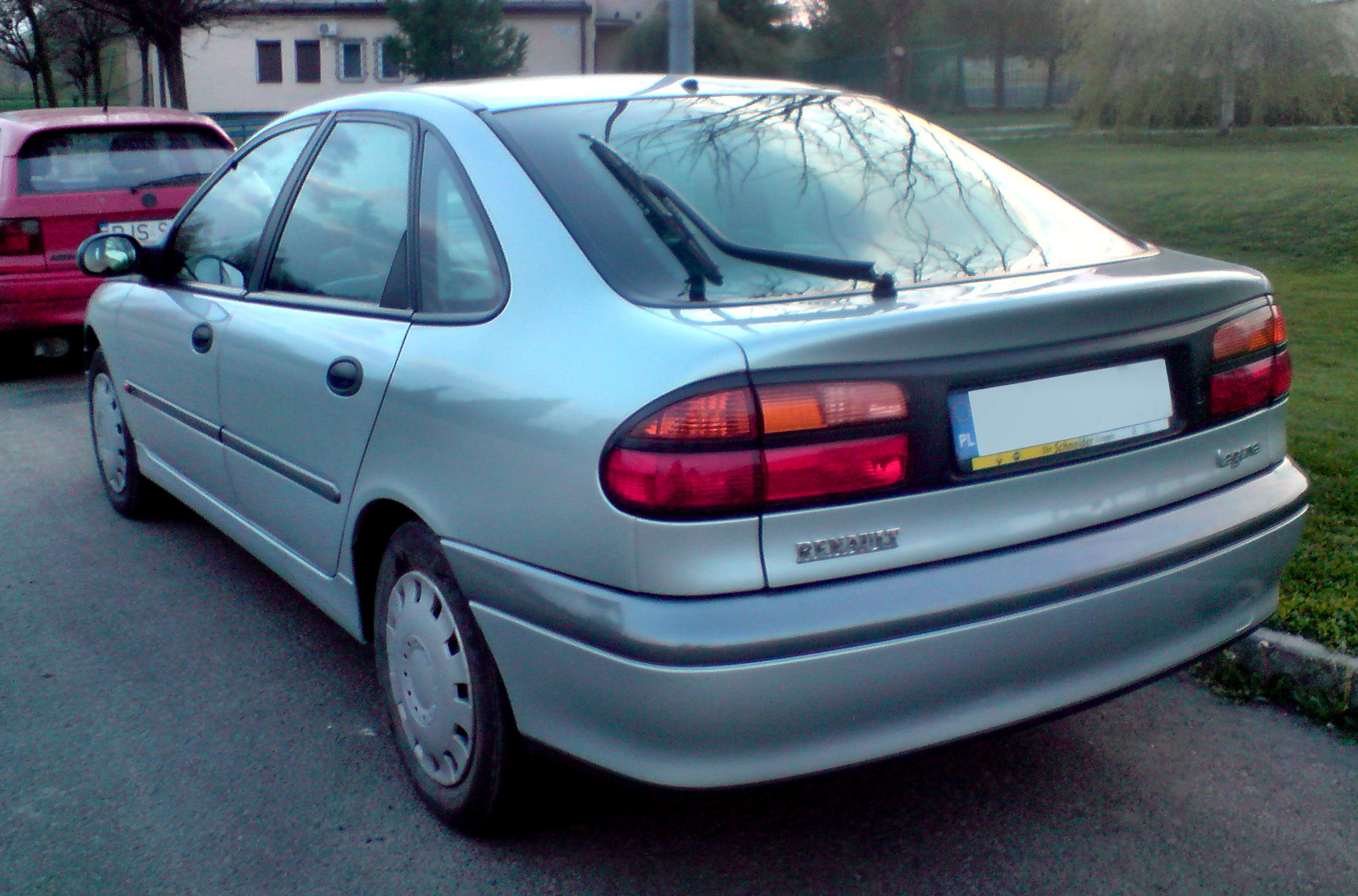
Laguna restyling
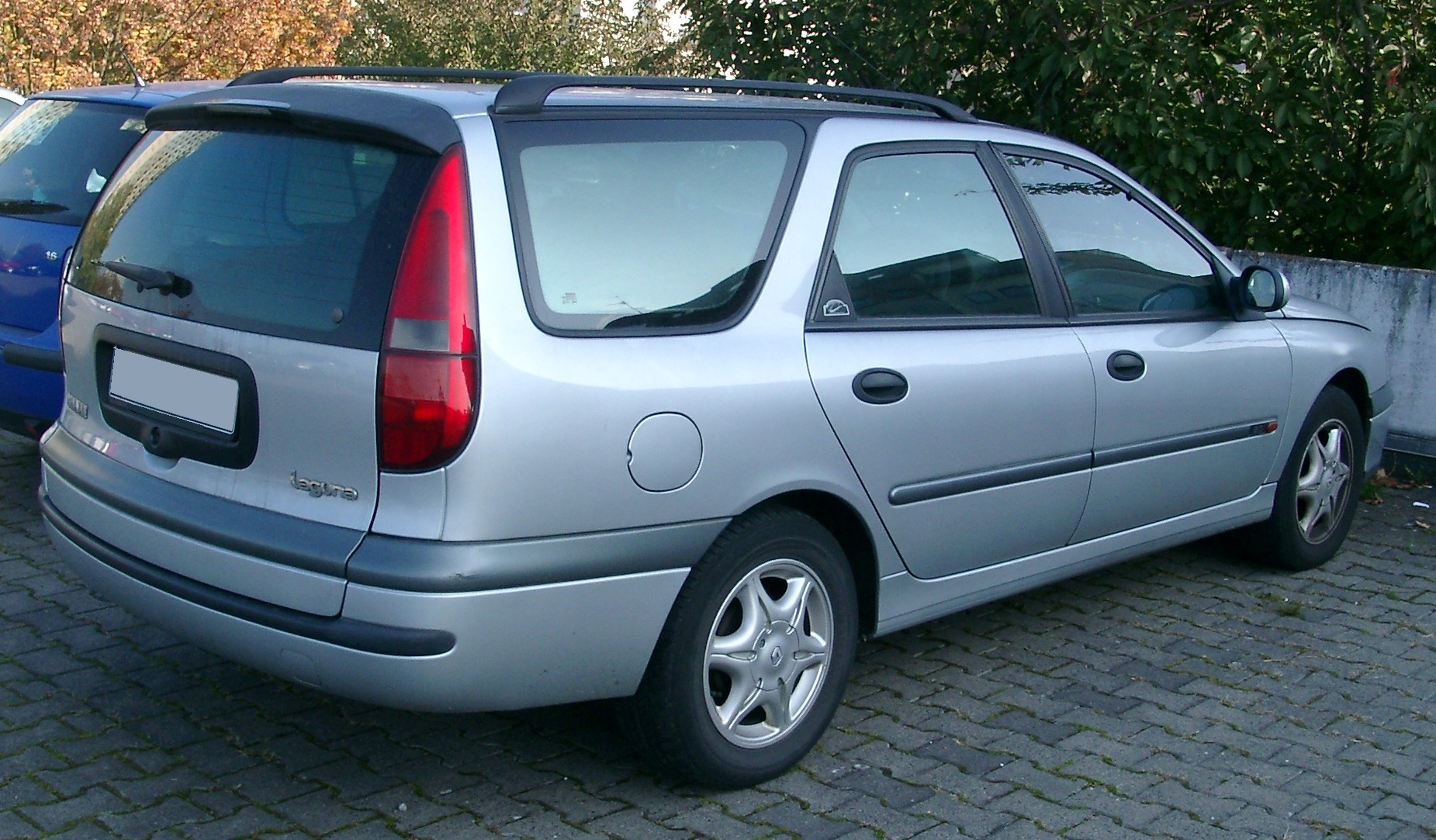
Renault Laguna Grandtour (1998–2001)

| Periodo                        | 1998-2001             | 1998-1999             | 1999-2001             | 1999-2001                 | 1998-1999              | 1999-2001              | 1998-2001                                         |           |           |           |           |           |           |           |           |
| Tipo de motor                  | L4 16v                | L4 8v                 | L4 16v                | L4 8v                     | L4 16v                 | L4 16v                 | V6 24v                                            |           |           |           |           |           |           |           |           |
| Identificación del motor       | K4M                   | F3P                   | F4P                   | F3R                       | N7Q                    | F4R                    | L7X                                               |           |           |           |           |           |           |           |           |
| Diámetro x carrera             | 79.5 mm x 80.5 mm     | 82.7 mm x 83.0 mm     | 82.7 mm x 83.0 mm     | 82.7 mm x 93.0 mm         | 83.0 mm x 90.0 mm      | 82.7 mm x 93.0 mm      | 87.0 mm x 82.5 mm                                 |           |           |           |           |           |           |           |           |
| Cilindrada                     | 1596 cm³              | 1783 cm³              | 1783 cm³              | 1998 cm³                  | 1948 cm³               | 1998 cm³               | 2946 cm³                                          |           |           |           |           |           |           |           |           |
| Relación de compresión         | 10.0: 1               | 9.7: 1                | 9.8: 1                | 9.8: 1                    | 10.5: 1                | 9.8: 1                 | 10.5: 1                                           |           |           |           |           |           |           |           |           |
| Potencia máxima: CV (kW) @ rpm | 107 CV (79 kW) @ 5750 | 94 CV (69 kW) @ 5250  | 120 CV (88 kW) @ 5750 | 115 CV (84 kW) @ 5400     | 140 CV (103 kW) @ 6000 | 140 CV (102 kW) @ 5750 | 194 CV (144 kW) 4 kW) @ 5750                      |           |           |           |           |           |           |           |           |
| Par máximo: Nm @ rpm           | 148 Nm @ 3750         | 148 Nm @ 3000         | 165 Nm @ 3750         | 168 Nm @ 4250             | 182 Nm @ 4500          | 188 Nm @ 3750          | 267 Nm @ 4000                                     |           |           |           |           |           |           |           |           |
| Tracción                       | Delantera             | Delantera             | Delantera             | Delantera                 | Delantera              | Delantera              | Delantera                                         | Delantera | Delantera | Delantera | Delantera | Delantera | Delantera | Delantera | Delantera |
| Transmisión                    | Manual, 5 velocidades | Manual, 5 velocidades | Manual, 5 velocidades | Automática, 4 velocidades | Manual, 5 velocidades  | Manual, 5 velocidades  | Manual, 5 velocidades / Automática, 4 velocidades |           |           |           |           |           |           |           |           |
| Aceleración 0–100 km/h         | 11.5 s                | 13.9 s                | 10.7 s                | 11.6 s                    | 9.8 s                  | 9.8 s                  | 7.7 s                                             |           |           |           |           |           |           |           |           |
| Velocidad máxima               | 195 km/h              | 180 km/h              | 203 km/h              | 190 km/h                  | 210 km/h               | 208 km/h               | 235 km/h                                          |           |           |           |           |           |           |           |           |
| Consumo combinado (L/100 km)   | 7.5                   | 8.6                   | 7.9                   | 9.0                       | 8.9                    | 7.7                    | 11.0                                              |           |           |           |           |           |           |           |           |

| Periodo                        | 1998-2001                                         | 1998-2001                                    | 1998-2000             |           |           |           |           |           |
| Tipo de motor                  | L4 8v, inyección directa, turbo                   | L4 8v, inyección directa, common-rail, turbo | L4 12v, turbo         |           |           |           |           |           |
| Identificación del motor       | F9Q                                               | F9Q                                          | G8T                   |           |           |           |           |           |
| Diámetro x carrera             | 80.0 mm x 93.0 mm                                 | 80.0 mm x 93.0 mm                            | 87.0 mm x 92.0 mm     |           |           |           |           |           |
| Cilindrada                     | 1870 cm³                                          | 1870 cm³                                     | 2188 cm³              |           |           |           |           |           |
| Relación de compresión         | 18.3: 1                                           | 18.3: 1                                      | 22.0: 1               |           |           |           |           |           |
| Potencia máxima: CV (kW) @ rpm | 98 CV (72 kW) @ 4000                              | 107 CV (79 kW) @ 4000                        | 115 CV (83 kW) @ 4300 |           |           |           |           |           |
| Par máximo: Nm @ rpm           | 200 Nm @ 2000                                     | 250 Nm @ 1750                                | 250 Nm @ 2000         |           |           |           |           |           |
| Tracción                       | Delantera                                         | Delantera                                    | Delantera             | Delantera | Delantera | Delantera | Delantera | Delantera |
| Transmisión                    | Manual, 5 velocidades / Automática, 4 velocidades | Manual, 5 velocidades                        | Manual, 5 velocidades |           |           |           |           |           |
| Aceleración 0–100 km/h         | 12.5 s                                            | 12.5 s                                       | 11.8 s                |           |           |           |           |           |
| Velocidad máxima               | 185 km/h                                          | 190 km/h                                     | 195 km/h              |           |           |           |           |           |
| Consumo combinado (L/100 km)   | 5.5                                               | 5.6                                          | 7.1                   |           |           |           |           |           |

## Segunda generación (2001-2008)
La segunda generación fue lanzada al mercado a finales del año 2000. Sus componentes estructurales son compartidos con el Nissan Primera y el Renault Vel Satis. Fue el primer automóvil en recibir cinco estrellas en la prueba de protección a adultos en choques de EuroNCAP. Estuvo disponibles con dos carrocerías diferentes. Carrocería sedán de 5 puertas con portón, y carrocería familiar Grand Tour también de 5 puertas.
Fue un vehículo muy innovador en su segmento, al incorporar en un coche de gran serie sistemas hasta entonces solo conocidos en modelos de gama alta como el sistema de arranque manos libres por tarjeta, el sistema de control de presión de neumáticos y los más avanzados sistemas de seguridad pasiva.
El Laguna fue el primer y el segundo automóvil europeo con entrada y encendido "sin llave", desarrollado por Valeo. En lugar de una llave, utilizaba un dispositivo similar a una tarjeta de crédito para desbloquear el coche y arrancar el motor. La falta de fiabilidad inicial de este sistema sin llave dañó la reputación de Laguna, así como la reputación de Renault en general. El estilo del Laguna de segunda generación estuvo fuertemente influenciado por el concept car Initiale.
Obtuvo el restyling a principios del año 2005, que implicó entre otros cambios un frontal totalmente nuevo como mayor diferencia respecto al prerestyling, con nuevos grupos ópticos, capó y paragolpes. También se producen cambios en las ópticas traseras, y en el interior, con un salpicadero rediseñado, pero que conserva las formas generales de la anterior versión. Todos los cambios son aplicables tanto al sedán como al Grand Tour.
Tuvo una amplia gama de motores gasolina y diésel, con potencias que van desde los 95 hasta los 207 cv. Sus motorizaciones de gasolina son todas de cuatro cilindros en línea y 16 válvulas, salvo el motor de 3.0 que es de 6 cilindro en V. Abarcan desde un 1.6 16v de 107CV de potencia máxima (luego 112 CV), un 1.8 16v de 121 CV, un 2.0 IDE de inyección directa y 140 cv, sustituido por otro 2.0 16v de 136 cv, un 2.0T (motores sobrealimentados mediante turbo) en variantes de 165 CV (que con el restyle luego alcanzó 170 cv) y 204 CV; y un 3.0 v6 24v de 207 CV. 
Los motores diésel disponibles todos de 4 cilindros en línea, sobrealimentados por turbo ya sea de geometría fija (motores 1.9 dCi de menor potencia) o variable, con intercooler, y con sistema de inyección directa common rail. Los motores montados fueron el 1.9 dCi con diferentes potencias (95, 100, 110, 120 y 130 cv), 2.2 dCi (150 cv por normal general, 140 cv los últimos 2.2 dCi con cambio automático) y 2.0 dCi (en versiones de 150 y 175 cv, sustituyendo al 2.2 dCi en versiones con cambio manual).
Estaba disponible en acabados Authentique, Expression, Dynamique, GT (desde el restyling de 2005), Privilege e Initiale, del más básico y asequible, al más equipado respectivamente.
Podía equipar tarjeta manos libres, faros de xenón, freno de estacionamiento asistido (tras el restyling), llantas de 15" a 17", navegador DVD, etc.

### Rediseño (Fase II) (2005-2008)
El Laguna II fue renovado en marzo de 2005 y se lanzó en el AutoRAI de Ámsterdam, según Renault con mejoras en seguridad, rendimiento de conducción y comodidad. También tuvo un rediseño moderado de la entrada de aire en la parte delantera del coche, ahora a juego con el diseño del Mégane. Las ventas comenzaron el 18 de marzo de 2005.
También se introdujo un freno de mano electrónico, ya visto anteriormente en el Scénic y el Espace. Los motores eran prácticamente los mismos que antes: en algunos mercados se ofrecían unidades de gasolina 1.6 y 1.8, mientras que en otros países se ofrecía una unidad de gasolina 2.0 (turbo o no turbo) y dos diésel (1.9 o 2.2 de inyección directa). 
Tras el lavado de cara, se introdujo un nuevo motor diésel, el 2.0 dCi de 150 CV (110 kW) y otra variante del motor que producía 175 CV (129 kW).
Gama de motorizaciones en España:

### Motorizaciones Fase I (2001-2005)
| Periodo                        | 2001-2005             | 2001-2003             | 2003-2005                 | 2002-2005                                         | 2001-2003                 | 2003-2005              | 2001-2005                 |           |           |           |           |           |           |           |           |
| Tipo de motor                  | L4 16v                | L4 16v                | L4 16v                    | L4 16v                                            | L4 16v, inyección directa | L4 16v, turbo          | V6 24v                    |           |           |           |           |           |           |           |           |
| Identificación del motor       | K4M                   | F4P                   | F4P                       | F4R                                               | F5R                       | F4R                    | L7X                       |           |           |           |           |           |           |           |           |
| Diámetro x carrera             | 79.5 mm x 80.5 mm     | 82.7 mm x 83.0 mm     | 82.7 mm x 83.0 mm         | 82.7 mm x 93.0 mm                                 | 82.7 mm x 93.0 mm         | 82.7 mm x 93.0 mm      | 87.0 mm x 82.5 mm         |           |           |           |           |           |           |           |           |
| Cilindrada                     | 1598 cm³              | 1783 cm³              | 1783 cm³                  | 1998 cm³                                          | 1998 cm³                  | 1998 cm³               | 2946 cm³                  |           |           |           |           |           |           |           |           |
| Relación de compresión         | 10.0: 1               | 9.8: 1                | 9.8: 1                    | 10.0: 1                                           | 10.0: 1                   | 9.5: 1                 | 10.5: 1                   |           |           |           |           |           |           |           |           |
| Potencia máxima: CV (kW) @ rpm | 107 CV (79 kW) @ 5750 | 120 CV (88 kW) @ 5750 | 115 CV (85 kW) @ 5750     | 135 CV (99 kW) @ 550                              | 140 CV (103 kW) @ 550     | 163 CV (120 kW) @ 5000 | 207 CV (152 kW) @ 6000    |           |           |           |           |           |           |           |           |
| Par máximo: Nm @ rpm           | 148 Nm @ 3750         | 170 Nm @ 3750         | 168 Nm @ 3750             | 191 Nm @ 3750                                     | 200 Nm @ 4250             | 270 Nm @ 3250          | 285 Nm @ 3750             |           |           |           |           |           |           |           |           |
| Tracción                       | Delantera             | Delantera             | Delantera                 | Delantera                                         | Delantera                 | Delantera              | Delantera                 | Delantera | Delantera | Delantera | Delantera | Delantera | Delantera | Delantera | Delantera |
| Transmisión                    | Manual, 5 velocidades | Manual, 5 velocidades | Automática, 4 velocidades | Manual, 5 velocidades / Automática, 4 velocidades | Manual, 5 velocidades     | Manual, 6 velocidades  | Automática, 5 velocidades |           |           |           |           |           |           |           |           |
| Aceleración 0–100 km/h         | 11.5 s                | 10.8 s                | 12.9 s                    | 9.9 s                                             | 9.8 s                     | 8.5 s                  | 8.1 s                     |           |           |           |           |           |           |           |           |
| Velocidad máxima               | 195 km/h              | 203 km/h              | 190 km/h                  | 205 km/h                                          | 210 km/h                  | 218 km/h               | 235 km/h                  |           |           |           |           |           |           |           |           |
| Consumo combinado (L/100 km)   | 7.2                   | 7.6                   | 8.3                       | 7.9                                               | 7.7                       | 8.2                    | 10.1                      |           |           |           |           |           |           |           |           |

| Periodo                        | 2004-2005                                    | 2001-2004                                    | 2001-2002                                    | 2001-2005                                    | 2004-2005                                     | 2002-2005                                         |           |           |
| Tipo de motor                  | L4 8v, inyección directa, common-rail, turbo | L4 8v, inyección directa, common-rail, turbo | L4 8v, inyección directa, common-rail, turbo | L4 8v, inyección directa, common-rail, turbo | L4 16v, inyección directa, common-rail, turbo | L4 16v, inyección directa, common-rail, turbo     |           |           |
| Identificación del motor       | F9Q                                          | F9Q                                          | F9Q                                          | F9Q                                          | G9T                                           | G9T                                               |           |           |
| Diámetro x carrera             | 80.0 mm x 93.0 mm                            | 80.0 mm x 93.0 mm                            | 80.0 mm x 93.0 mm                            | 80.0 mm x 93.0 mm                            | 87.0 mm x 92.0 mm                             | 87.0 mm x 92.0 mm                                 |           |           |
| Cilindrada                     | 1870 cm³                                     | 1870 cm³                                     | 1870 cm³                                     | 1870 cm³                                     | 2188 cm³                                      | 2188 cm³                                          |           |           |
| Relación de compresión         | 19.0: 1                                      | 19.0: 1                                      | 19.0: 1                                      | 19.0: 1                                      | 19.0: 1                                       | 19.0: 1                                           |           |           |
| Potencia máxima: CV (kW) @ rpm | 92 CV (68 kW) @ 4000                         | 100 CV (74 kW) @ 4000                        | 107 CV (79 kW) @ 4000                        | 120 CV (88 kW) @ 4000                        | 140 CV (102 kW) @ 4000                        | 150 CV (110 kW) @ 4000                            |           |           |
| Par máximo: Nm @ rpm           | 230 Nm @ 2000                                | 200 Nm @ 1750                                | 250 Nm @ 1750                                | 270 Nm @ 2000                                | 320 Nm @ 1750                                 | 320 Nm @ 2000                                     |           |           |
| Tracción                       | Delantera                                    | Delantera                                    | Delantera                                    | Delantera                                    | Delantera                                     | Delantera                                         | Delantera | Delantera |
| Transmisión                    | Manual, 6 velocidades                        | Manual, 5 velocidades                        | Manual, 6 velocidades                        | Manual, 6 velocidades                        | Manual, 6 velocidades                         | Manual, 6 velocidades / Automática, 5 velocidades |           |           |
| Aceleración 0–100 km/h         | 14.2 s                                       | 13.0 s                                       | 12.3 s                                       | 10.7 s                                       | 9.8 s                                         | 9.8 s                                             |           |           |
| Velocidad máxima               | 180 km/h                                     | 185 km/h                                     | 193 km/h                                     | 200 km/h                                     | 210 km/h                                      | 215 km/h                                          |           |           |
| Consumo combinado (L/100 km)   | 5.6                                          | 5.4                                          | 5.6                                          | 7.2                                          | 6.8                                           | 6.5                                               |           |           |

### Motorizaciones Fase II (2005-2007)
| Periodo                        | 2005-2007             | 2005-2007                                         | 2005-2007                                         | 2005-2007              | 2005-2007                 |           |           |           |           |           |           |           |           |           |           |
| Tipo de motor                  | L4 16v                | L4 16v                                            | L4 16v, turbo                                     | L4 16v, turbo          | V6 24v                    |           |           |           |           |           |           |           |           |           |           |
| Identificación del motor       | K4M                   | F4R                                               | F4R                                               | F4R                    | L7X                       |           |           |           |           |           |           |           |           |           |           |
| Diámetro x carrera             | 79.5 mm x 80.5 mm     | 82.7 mm x 93.0 mm                                 | 82.7 mm x 93.0 mm                                 | 82.7 mm x 93.0 mm      | 87.0 mm x 82.6 mm         |           |           |           |           |           |           |           |           |           |           |
| Cilindrada                     | 1598 cm³              | 1998 cm³                                          | 1998 cm³                                          | 1998 cm³               | 2946 cm³                  |           |           |           |           |           |           |           |           |           |           |
| Relación de compresión         | 9.8: 1                | 9.8: 1                                            | 9.5: 1                                            | 9.0: 1                 | 10.5: 1                   |           |           |           |           |           |           |           |           |           |           |
| Potencia máxima: CV (kW) @ rpm | 112 CV (82 kW) @ 6000 | 135 CV (99 kW) @ 5500                             | 170 CV (125 kW) @ 5000                            | 204 CV (150 kW) @ 5000 | 207 CV (152 kW) @ 6000    |           |           |           |           |           |           |           |           |           |           |
| Par máximo: Nm @ rpm           | 151 Nm @ 4250         | 191 Nm @ 3750                                     | 270 Nm @ 3250                                     | 300 Nm @ 3000          | 280 Nm @ 3750             |           |           |           |           |           |           |           |           |           |           |
| Tracción                       | Delantera             | Delantera                                         | Delantera                                         | Delantera              | Delantera                 | Delantera | Delantera | Delantera | Delantera | Delantera | Delantera | Delantera | Delantera | Delantera | Delantera |
| Transmisión                    | Manual, 5 velocidades | Manual, 5 velocidades / Automática, 4 velocidades | Manual, 6 velocidades / Automática, 5 velocidades | Manual, 6 velocidades  | Automática, 5 velocidades |           |           |           |           |           |           |           |           |           |           |
| Aceleración 0–100 km/h         | 11.5 s                | 9.8 s                                             | 8.4 s                                             | 7.2 s                  | 8.0 s                     |           |           |           |           |           |           |           |           |           |           |
| Velocidad máxima               | 197 km/h              | 207 km/h                                          | 223 km/h                                          | 235 km/h               | 235 km/h                  |           |           |           |           |           |           |           |           |           |           |
| Consumo combinado (L/100 km)   | 7.4                   | 7.9                                               | 8.4                                               | 8.5                    | 9.9                       |           |           |           |           |           |           |           |           |           |           |

| Periodo                        | 2005-2007                                    | 2005-2007                                         | 2005-2007                                     | 2006-2007                                     | 2005-2006                                         | 2006-2007                                         |           |           |
| Tipo de motor                  | L4 8v, inyección directa, common-rail, turbo | L4 8v, inyección directa, common-rail, turbo      | L4 16v, inyección directa, common-rail, turbo | L4 16v, inyección directa, common-rail, turbo | L4 16v, inyección directa, common-rail, turbo     | L4 16v, inyección directa, common-rail, turbo     |           |           |
| Identificación del motor       | F9Q                                          | F9Q                                               | M9R                                           | M9R                                           | G9T                                               | G9T                                               |           |           |
| Diámetro x carrera             | 80.0 mm x 93.0 mm                            | 80.0 mm x 93.0 mm                                 | 84.0 mm x 90.0 mm                             | 84.0 mm x 90.0 mm                             | 87.0 mm x 92.0 mm                                 | 87.0 mm x 92.0 mm                                 |           |           |
| Cilindrada                     | 1870 cm³                                     | 1870 cm³                                          | 1995 cm³                                      | 1995 cm³                                      | 2188 cm³                                          | 2188 cm³                                          |           |           |
| Relación de compresión         | 18.3: 1                                      | 18.3: 1                                           | 17.0: 1                                       | 16.0: 1                                       | 16.0: 1                                           | 18.0: 1                                           |           |           |
| Potencia máxima: CV (kW) @ rpm | 110 CV (81 kW) @ 4000                        | 131 CV (96 kW) @ 4000                             | 150 CV (110 kW) @ 4000                        | 173 CV (127 kW) @ 3750                        | 150 CV (110 kW) @ 4000                            | 140 CV (102 kW) @ 4000                            |           |           |
| Par máximo: Nm @ rpm           | 260 Nm @ 2000                                | 300 Nm @ 3000                                     | 340 Nm @ 1750                                 | 360 Nm @ 1750                                 | 320 Nm @ 1750                                     | 320 Nm @ 1750                                     |           |           |
| Tracción                       | Delantera                                    | Delantera                                         | Delantera                                     | Delantera                                     | Delantera                                         | Delantera                                         | Delantera | Delantera |
| Transmisión                    | Manual, 6 velocidades                        | Manual, 6 velocidades / Automática, 4 velocidades | Manual, 6 velocidades                         | Manual, 6 velocidades                         | Manual, 6 velocidades / Automática, 5 velocidades | Manual, 6 velocidades / Automática, 5 velocidades |           |           |
| Aceleración 0–100 km/h         | 12.3 s                                       | 10.2 s                                            | 8.9 s                                         | 8.4 s                                         | 9.8 s                                             | 9.8 s                                             |           |           |
| Velocidad máxima               | 194 km/h                                     | 204 km/h                                          | 215 km/h                                      | 225 km/h                                      | 215 km/h                                          | 210 km/h                                          |           |           |
| Consumo combinado (L/100 km)   | 5.5                                          | 5.9                                               | 6.0                                           | 6.0                                           | 6.5                                               | 6.8                                               |           |           |

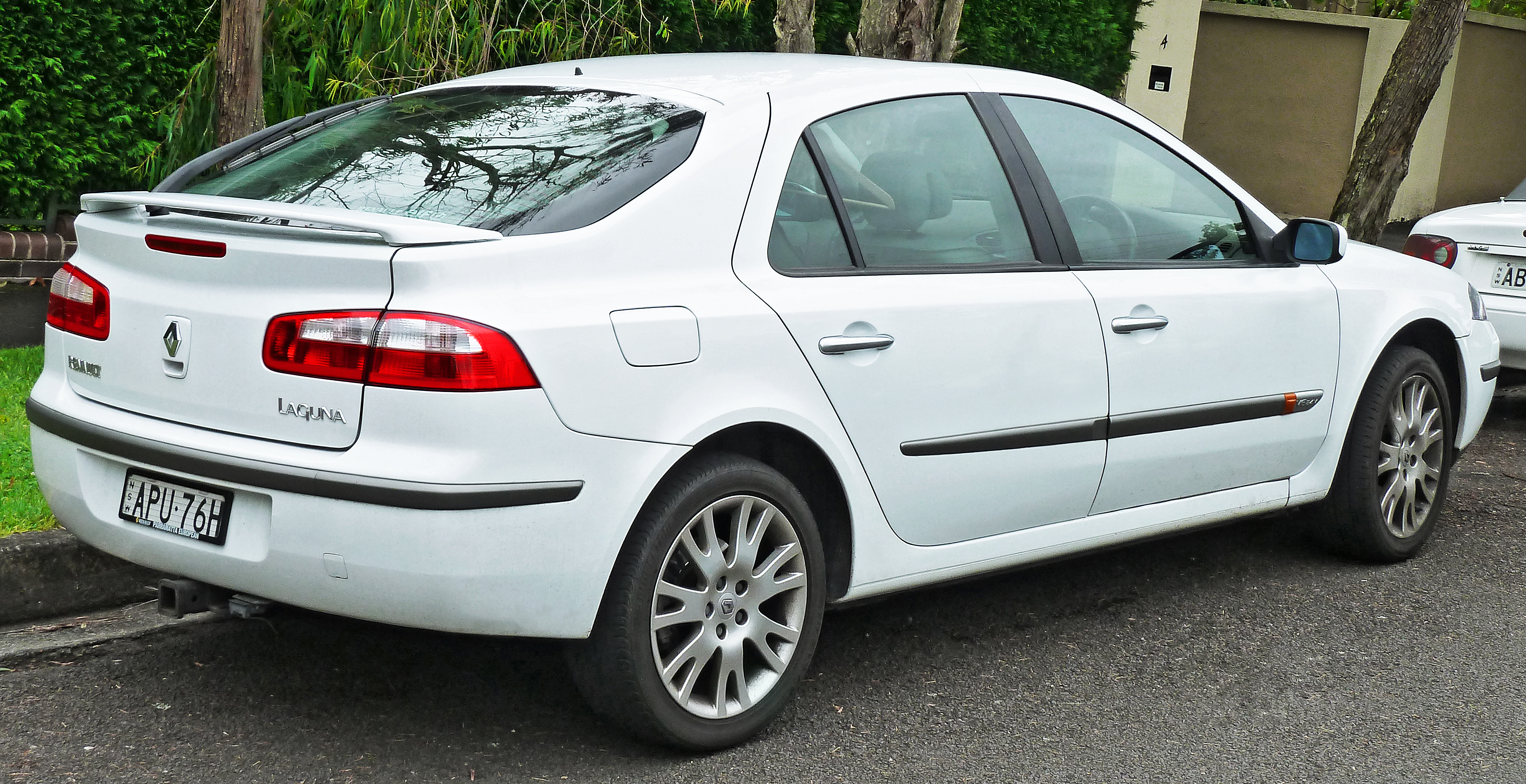
Renault Laguna Limousine
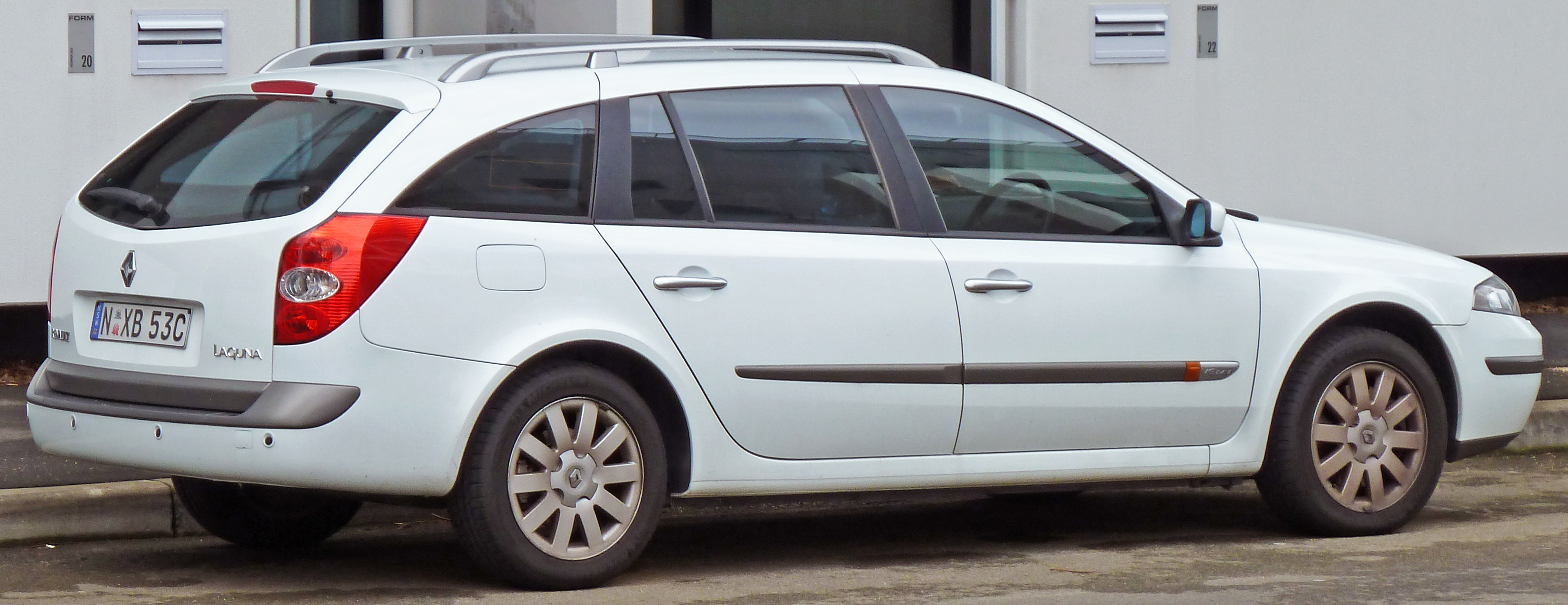
Renault Laguna Grandtour
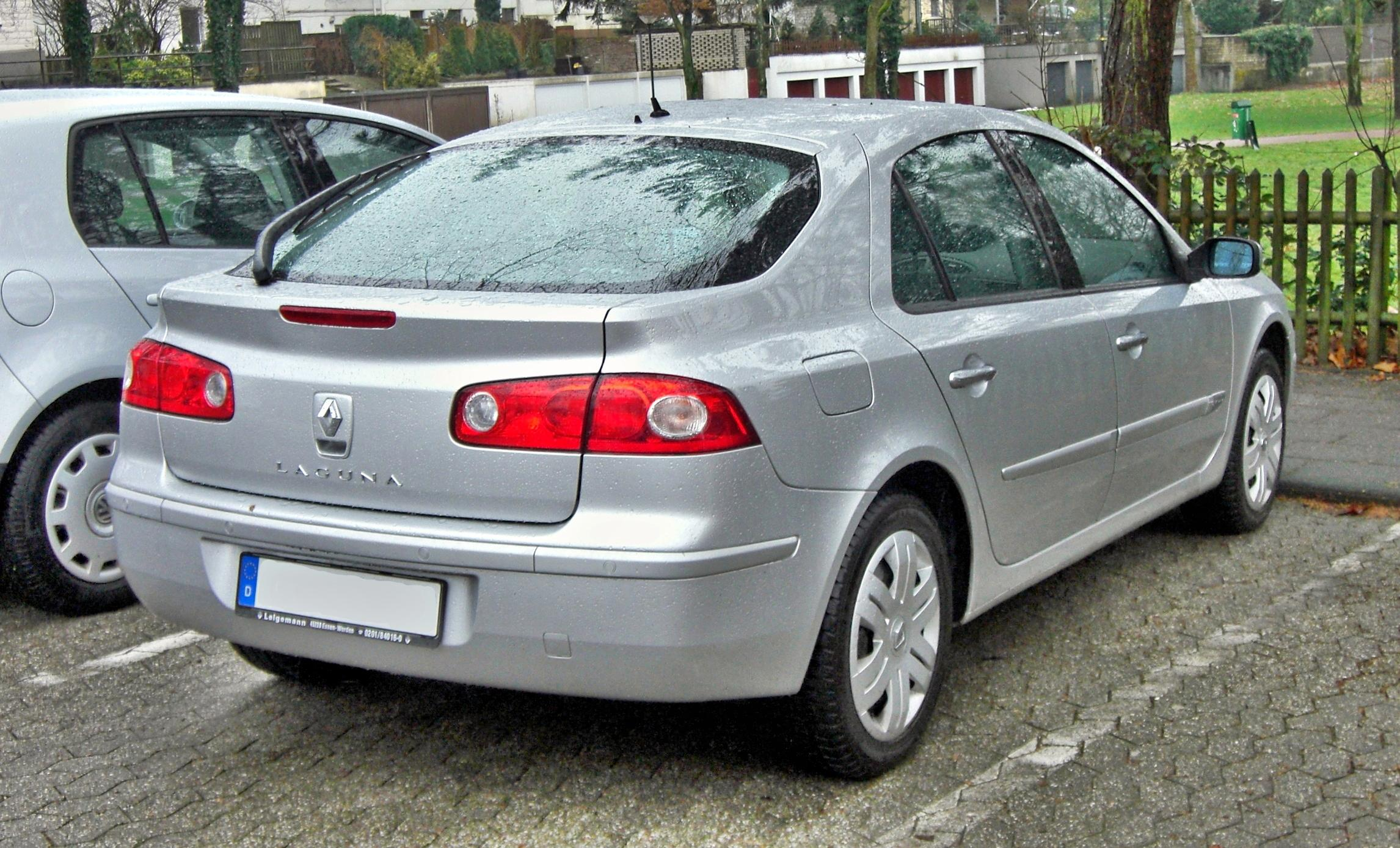
Laguna restyling
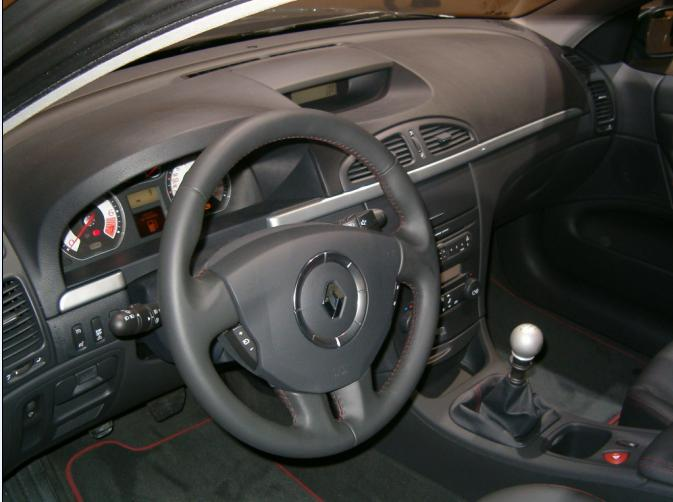
Interior del Renault Laguna II fase II
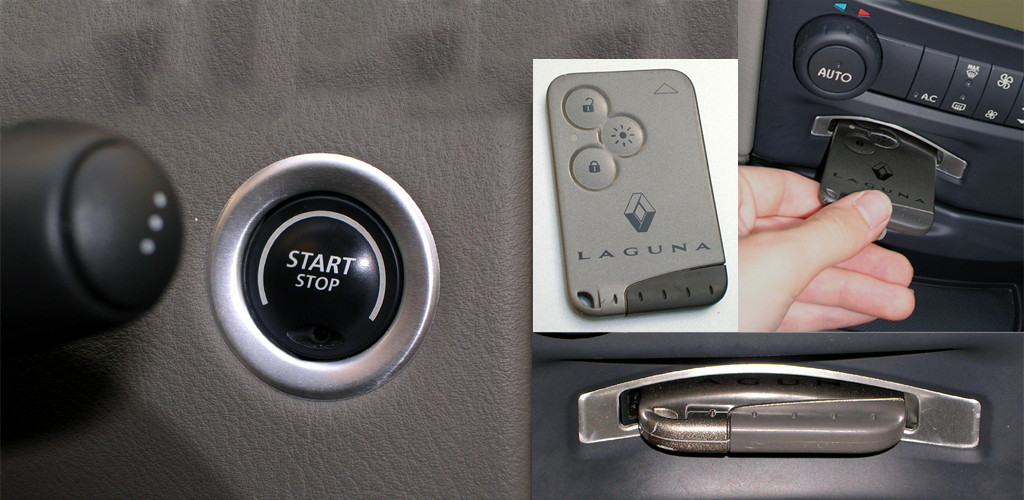
El sistema de tarjetas del Laguna y el reemplazo de una llave de encendido
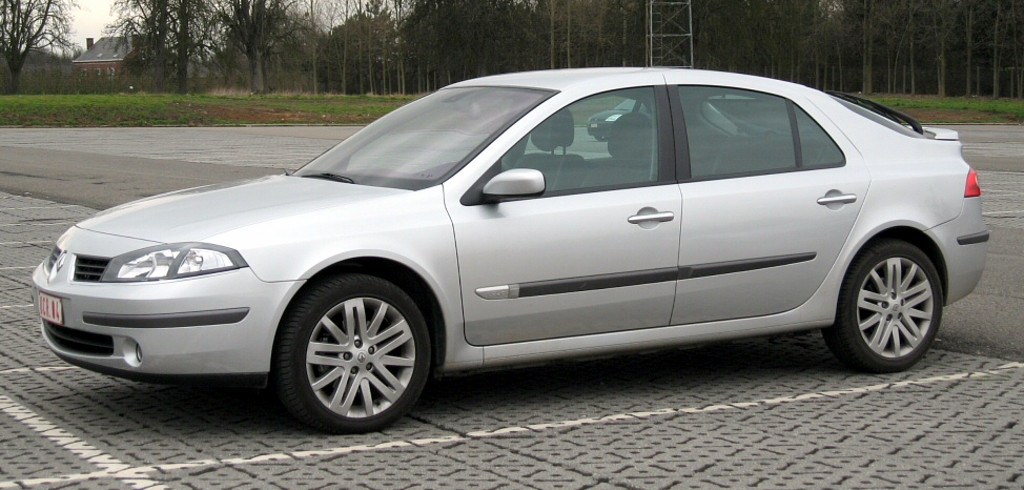
Renault Laguna II fase II rediseñado (2005–2007)
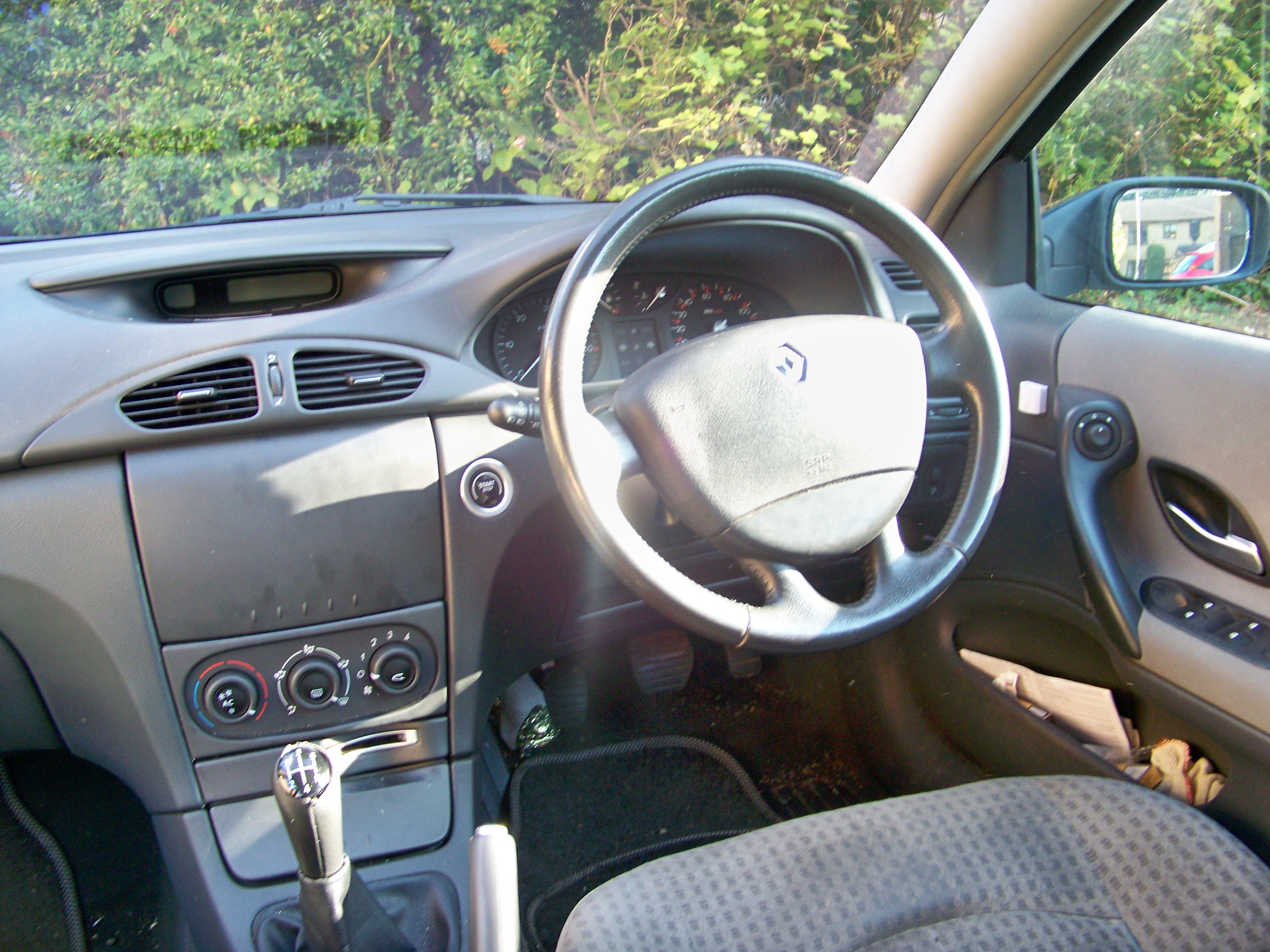
Interior del Renault Laguna II fase I

## Tercera generación (2007-2015)
La tercera generación del Laguna fue presentada oficialmente en el Salón del Automóvil de Frankfurt de octubre de 2007. Está basada en la plataforma del anterior modelo, pero convenientemente actualizada. Está disponible con 2 carrocerías sedán y GrandTour de 5 puertas, además otra carrocería cupé de 2 puertas. En noviembre de 2010 recibe un importante restyling que introduce cambios estéticos tanto exterior como interiormente, con nuevos faros y paragolpes frontal, así como detalles menores en los interiores (nuevas inserciones en el salpicadero). En 2013 vuele a recibir ligeros retoques, incorporando luces de día led en el paragolpes.
Las carrocerías sedán y familiar miden 4.69m y 4.80m respectivamente. El maletero cúbica 450 (sedán) y 508 litros (Grand Tour). El Laguna puede incorporar motores de gasolina son un 1.6 litros de 112 CV y un 2.0 litros atmosférico y 140 CV de potencia máxima y otro 2.0 con turbocompresor y 170, ya usados en la anterior generación. También hay un 2.0 turbo con 205 CV procedente del Renault Mégane Sport, este motor va asociado única y exclusivamente al sistema 4rd. Los diésel son un 1.5 litros de 110 CV y un 2.0 litros en variantes de 130, 150, 175 y 180 CV hasta con 380 NM de par, todos con inyección directa common-rail, turbocompresor de geometría variable e intercooler. Todos los motores montados en sedán y Grand Tour son de cuatro cilindros en línea y tienen cuatro válvulas por cilindro salvo el diésel 1.5, que tiene dos válvulas por cilindro. Los cupé añaden versiones con los motores v6, 3.0 v6 dCi de 235 o 241 cv y 3.5 v6 de 238 cv de origen Nissan. La dirección puede ser de tres tipos: hidráulica, electro-hidráulica e hidráulica de asistencia variable. 
Una novedad importante es la aparición del sistema Active Drive o 4Control (4rd) de 4 ruedas directrices, disponible inicialmente en el acabado GT con los motores 2.0 dCi y 2.0T, de 180 y 205 CV respectivamente, aunque posteriormente se amplió la gama estando disponible también con los 2.0 dCi de 130 y 150 cv. El sistema 4Control es capaz de dar cierto giro a las ruedas traseras, de hasta 3,5 grados, con giro en el mismo sentido por encima de 60 km/h para mejorar la estabilidad en curva, y en sentido contrario por debajo de esa velocidad para mejorar la maniobrabilidad del vehículo a baja velocidad. Sus principales ventajas son la mejora de le estabilidad del vehículo en curva y especialmente en situaciones de seguridad comprometidas, así como una reducción del diámetro de giro a baja velocidad de casi 2 metros.
Todas las versiones, tanto como sedán, familiar y cupé tienen cajas de cambio de 6 velocidades, pudiendo ser automáticas de convertidor de par y también con 6 velocidades en el 2.0T de 170 cv (única combinación posible) y en el 2.0 dCi 150 cv y 2.0 dCi de 175 cv (sedán y grand tour). El cupé equipa cambio automático de convertidor de par únicamente en las versiones v6. En 2013, con la última actualización del modelo, se añade la posibilidad de equipar cambio automático de doble embrague EDC de 6 velocidades junto con el motor 1.5 dCi de 110 cv.
El Laguna (tanto en sedán y Grand Tour como Cupé) ha estado disponible con una amplia variedad de acabados, siendo los acabados más comunes y habituales en la gama durante su vida comercial los acabados Authentique, Expression, Dynamique, GT, Privilge e Initiale, del más básico al más completo respectivamente. A lo largo de la vida comercial del vehículo también han aparecido versiones de equipamiento especiales y de más corta tirada o destinadas al final de la vida comercial del vehículo, como las versiones Celsius, Emotion, Limited, Monaco GP, Expressión Techno y TomTom (derivadas del Expression normal), Bose Edition las cuales añaden equipamiento extra de versiones superiores como navegador, cromados exteriores, molduras interiores diferentes, etc, según versión. De los acabados citados, parte no estuvieron disponibles en el modelo de carrocería Cupé.
Este Renault equipa elementos de seguridad como el ESP, ASR, ABS, airbags, etc, todo de serie. Además incluye faros antiniebla, volante ajustable en altura y profundidad, aire acondicionado o climatizador(según versiones), radio mono-CD, bluetooth, regulador/limitador de velocidad, regulación de asientos manual, asientos traseros reclinables, arranque por botón... Puede llevar en opción 2 sistemas de navegación, así como tres tipos distintos de radio. Puede llevar también freno de estacionamiento asistido, tarjeta manos libres, pantallas DVD en las plazas traseras, faros de xenón, tapicería de cuero, asientos regulables eléctricamente, techo panorámico, sensor de estacionamiento, entre otros elementos.
La tercera generación del Laguna nunca llegó a funcionar bien a nivel de ventas, suponiendo para la marca Francesa unos 1540 millones de euros (unos 3550 por unidad vendida). La principal razón de este fracaso es la mala imagen generada por la segunda generación, que presentaba graves y reiterados defectos de fabricación y que dejó muy machacada la imagen comercial del modelo. Finalmente, a finales del año 2015 se cesó definitivamente la producción del Laguna, y fue sustituido por el Renault Talisman.
Gama de motores en España:

### Motorizaciones
| Periodo                        | 2007-2012              | 2007-2010                                         | 2007-2010              | 2008-2010                 |           |           |           |           |           |           |           |           |           |           |           |
| Tipo de motor                  | L4 16v                 | L4 16v, turbo                                     | L4 16v, turbo          | V6 24v                    |           |           |           |           |           |           |           |           |           |           |           |
| Identificación del motor       | M4R                    | F4RT                                              | F4RT                   | V4Y                       |           |           |           |           |           |           |           |           |           |           |           |
| Diámetro x carrera             | 84.0 mm x 90.1 mm      | 82.7 mm x 93.0 mm                                 | 82.7 mm x 93.0 mm      | 95.5 mm x 81.4 mm         |           |           |           |           |           |           |           |           |           |           |           |
| Cilindrada                     | 1997 cm³               | 1998 cm³                                          | 1998 cm³               | 3498 cm³                  |           |           |           |           |           |           |           |           |           |           |           |
| Relación de compresión         | 10.2: 1                | 9.5: 1                                            | 9.0: 1                 | 10.3: 1                   |           |           |           |           |           |           |           |           |           |           |           |
| Potencia máxima: CV (kW) @ rpm | 140 CV (103 kW) @ 6000 | 170 CV (125 kW) @ 5000                            | 204 CV (150 kW) @ 5000 | 240 CV (175 kW) @ 6000    |           |           |           |           |           |           |           |           |           |           |           |
| Par máximo: Nm @ rpm           | 195 Nm @ 3750          | 270 Nm @ 3250                                     | 300 Nm @ 3000          | 330 Nm @ 4000             |           |           |           |           |           |           |           |           |           |           |           |
| Tracción                       | Delantera              | Delantera                                         | Delantera              | Delantera                 | Delantera | Delantera | Delantera | Delantera | Delantera | Delantera | Delantera | Delantera | Delantera | Delantera | Delantera |
| Transmisión                    | Manual, 6 velocidades  | Manual, 6 velocidades / Automática, 6 velocidades | Manual, 6 velocidades  | Automática, 6 velocidades |           |           |           |           |           |           |           |           |           |           |           |
| Aceleración 0–100 km/h         | 9.1 s                  | 9.2 s                                             | 7.8 s                  | 7.4 s                     |           |           |           |           |           |           |           |           |           |           |           |
| Velocidad máxima               | 210 km/h               | 220 km/h                                          | 232 km/h               | 244 km/h                  |           |           |           |           |           |           |           |           |           |           |           |
| Consumo combinado (L/100 km)   | 7.6                    | 8.8                                               | 8.2                    | 10.0                      |           |           |           |           |           |           |           |           |           |           |           |

| Periodo                        | 2007-2015                                         | 2007-2015                                     | 2007-2015                                         | 2008-2015                                     | 2008-2012                                     |           |           |           |
| Tipo de motor                  | L4 8v, inyección directa, common-rail, turbo      | L4 16v, inyección directa, common-rail, turbo | L4 16v, inyección directa, common-rail, turbo     | L4 16v, inyección directa, common-rail, turbo | V6 24v, inyección directa, common-rail, turbo |           |           |           |
| Identificación del motor       | K9K                                               | M9R                                           | M9R                                               | M9R                                           | V9X                                           |           |           |           |
| Diámetro x carrera             | 76.0 mm x 80.5 mm                                 | 84.0 mm x 90.0 mm                             | 84.0 mm x 90.0 mm                                 | 84.0 mm x 90.0 mm                             | 84.0 mm x 90.0 mm                             |           |           |           |
| Cilindrada                     | 1461 cm³                                          | 1995 cm³                                      | 1995 cm³                                          | 2993 cm³                                      | 2993 cm³                                      |           |           |           |
| Relación de compresión         | 15.6: 1                                           | 16.0: 1                                       | 16.0: 1                                           | 16.0: 1                                       | 16.0: 1                                       |           |           |           |
| Potencia máxima: CV (kW) @ rpm | 110 CV (81 kW) @ 4000                             | 131 CV (96 kW) @ 4000                         | 150 CV (110 kW) @ 4000                            | 178 CV (131 kW) @ 3750                        | 235 CV (110 kW) @ 4000                        |           |           |           |
| Par máximo: Nm @ rpm           | 240 Nm @ 2000                                     | 320 Nm @ 2000                                 | 340 Nm @ 1750                                     | 400 Nm @ 2000                                 | 450 Nm @ 1500                                 |           |           |           |
| Tracción                       | Delantera                                         | Delantera                                     | Delantera                                         | Delantera                                     | Delantera                                     | Delantera | Delantera | Delantera |
| Transmisión                    | Manual, 6 velocidades / Automática, 6 velocidades | Manual, 6 velocidades                         | Manual, 6 velocidades / Automática, 6 velocidades | Manual, 6 velocidades                         | Automática, 6 velocidades                     |           |           |           |
| Aceleración 0–100 km/h         | 12.1 s                                            | 10.6 s                                        | 9.5 s                                             | 8.5 s                                         | 7.3 s                                         |           |           |           |
| Velocidad máxima               | 192 km/h                                          | 206 km/h                                      | 210 km/h                                          | 222 km/h                                      | 242 km/h                                      |           |           |           |
| Consumo combinado (L/100 km)   | 4.9                                               | 5.2                                           | 5.2                                               | 6.2                                           | 7.2                                           |           |           |           |

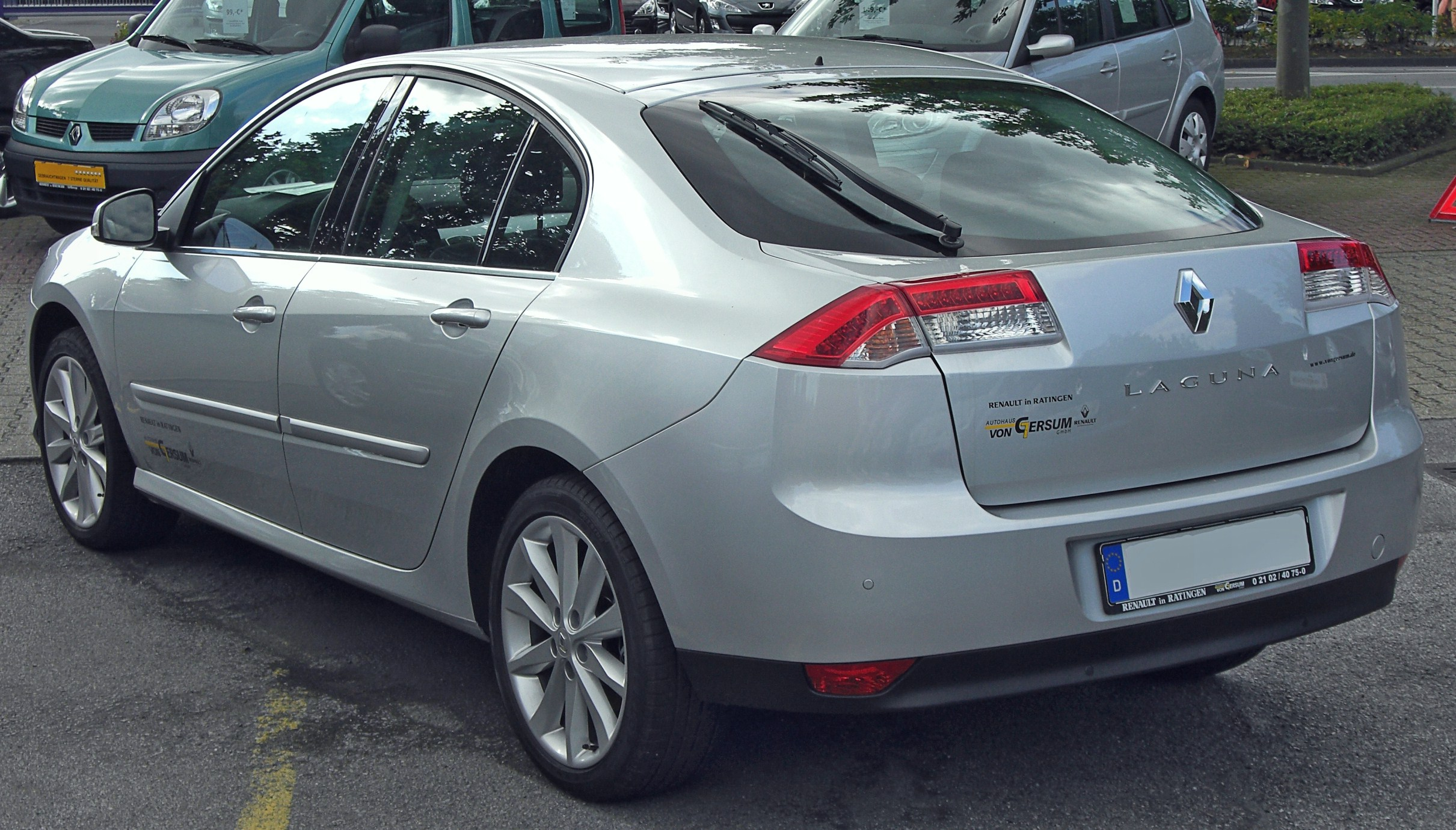
Renault Laguna Limousine
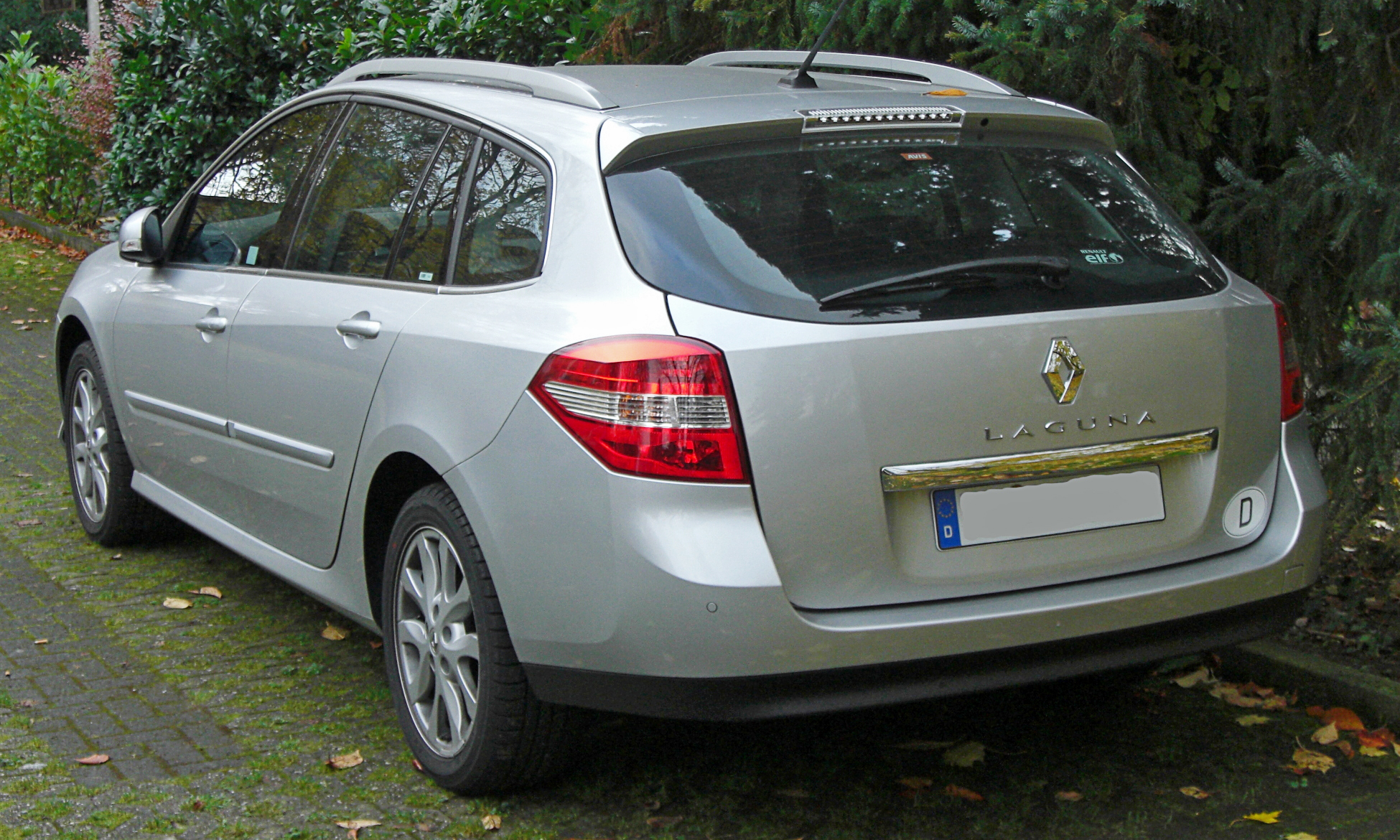
Renault Laguna Grandtour (2007)
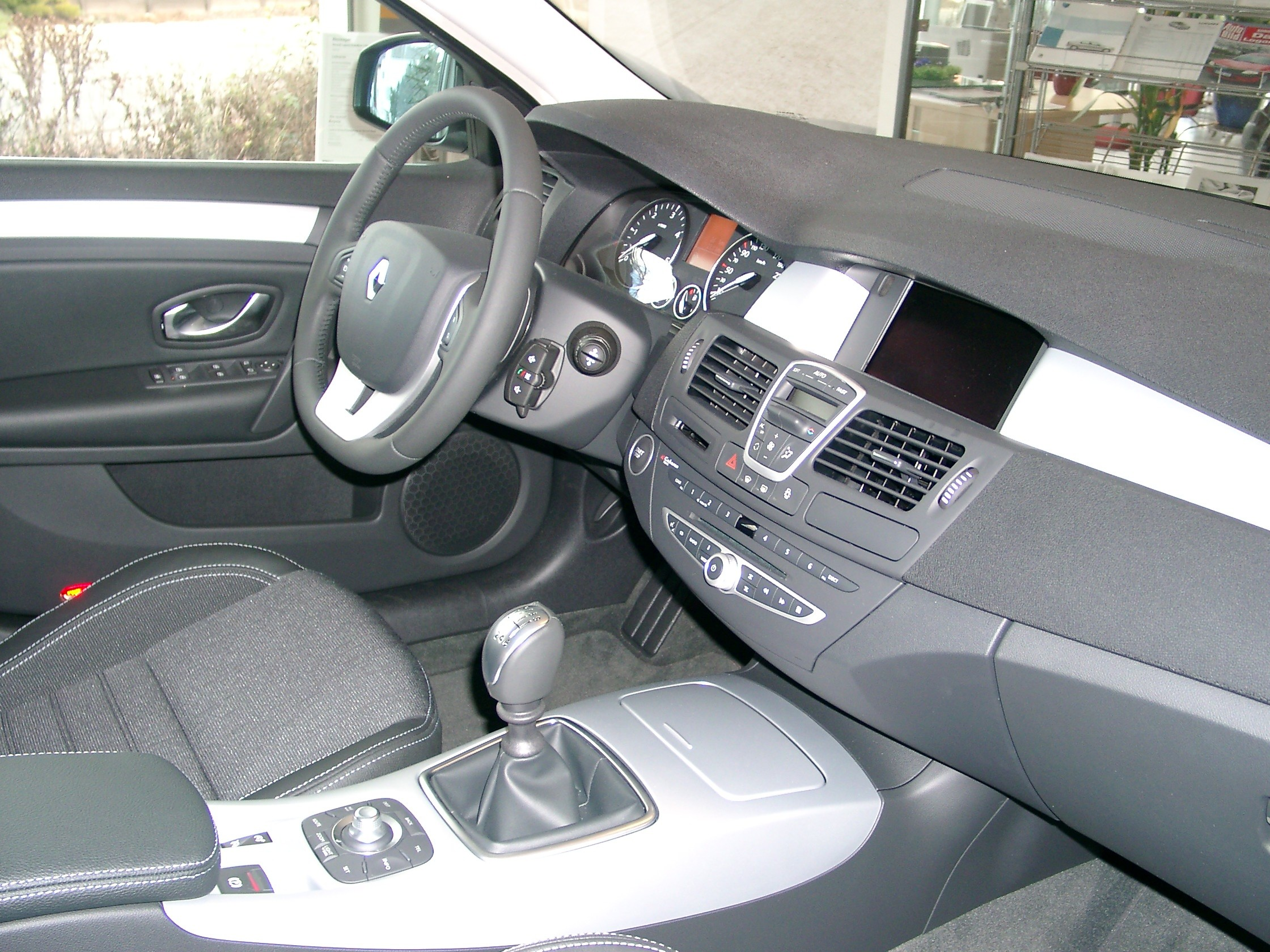
Interior del Laguna
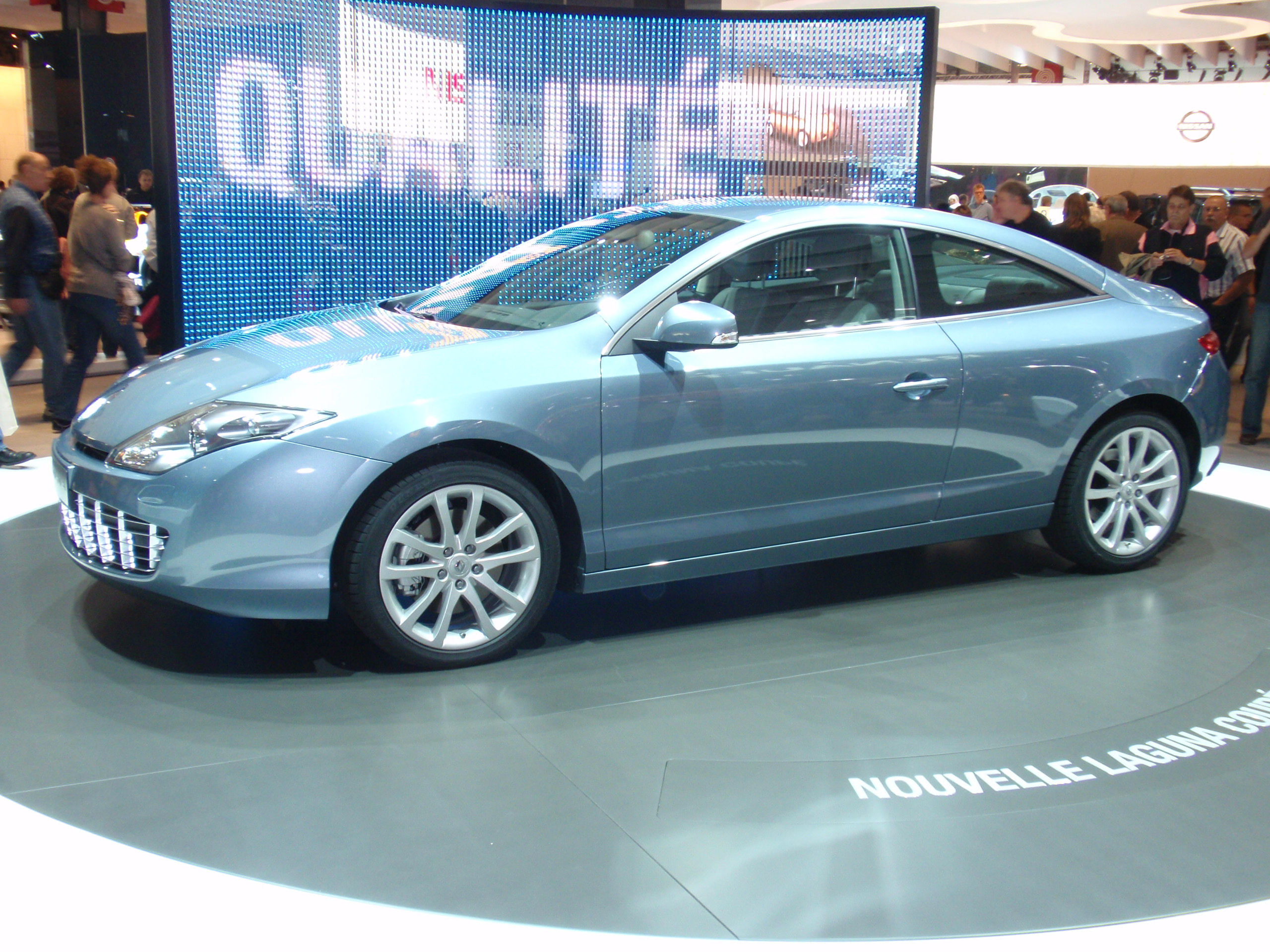
Renault Laguna Coupé (2007)
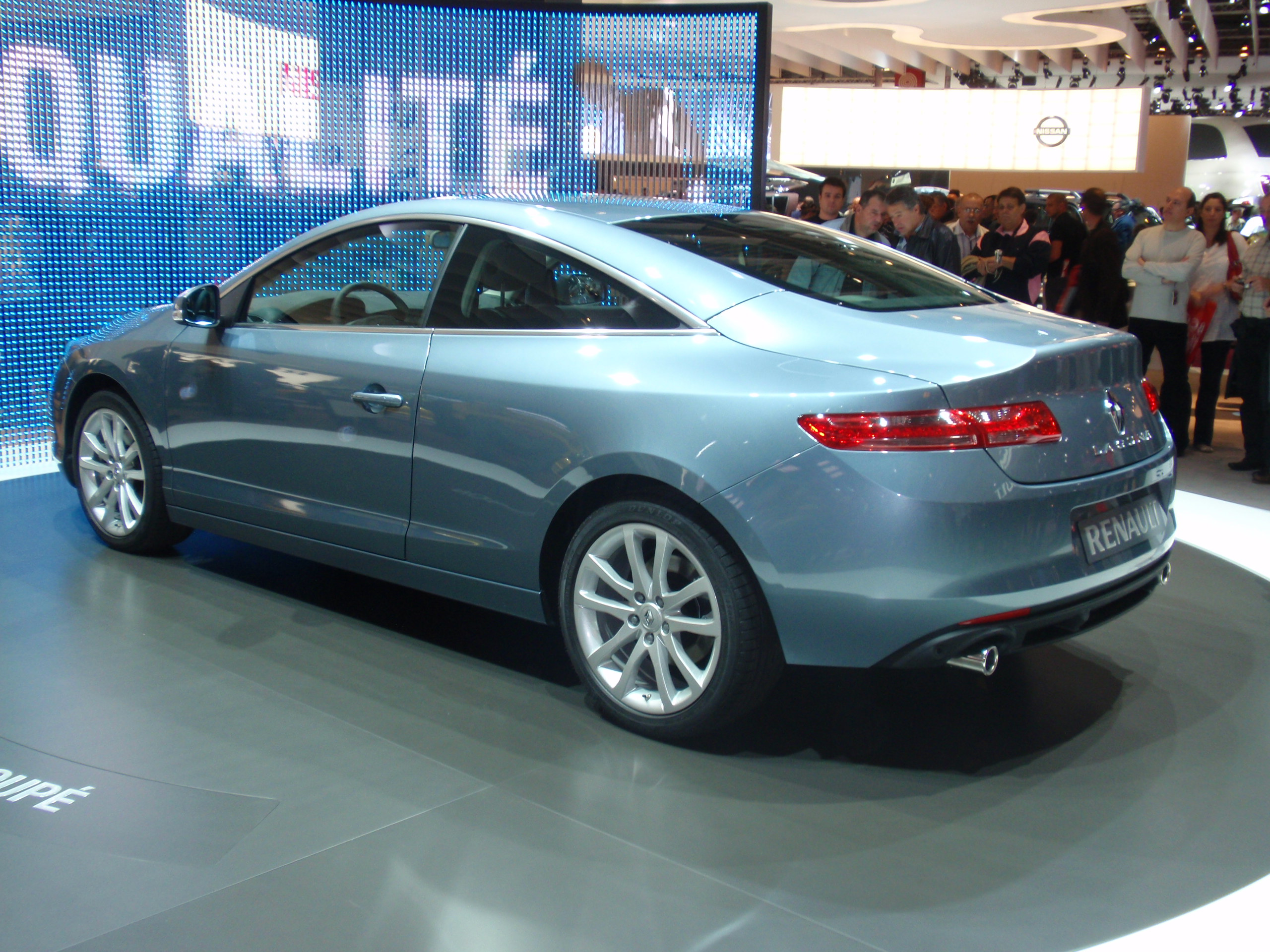
Parte Trasera del Laguna Coupé

## Sucesor
Se rumoreaba que Renault estaba considerando cambiar el nombre de Laguna a Atalans para el sucesor. En mayo de 2015, Worldcarfans informó que el sucesor se estrenaría el 6 de julio de 2015 y también reemplazaría al Latitude en el mercado europeo. La versión coupé también quedaría descatalogada debido a la baja demanda. El 6 de julio de 2015, Renault anunció que su sucesor se llamaría Talisman, como parte de su intención de unificar marcas en todo el mundo.